# القدس خلال فترة الهيكل الثاني

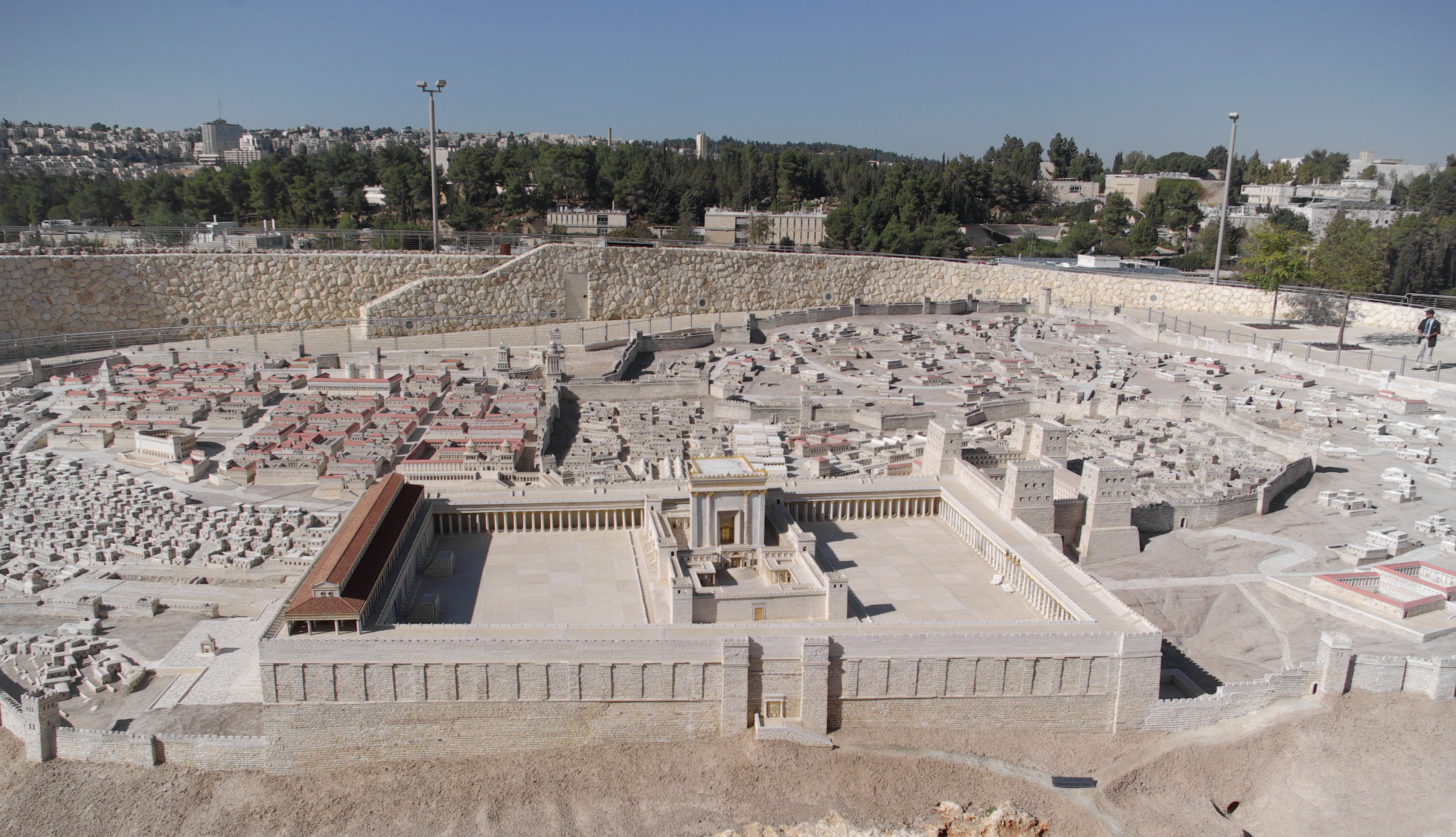
نموذج المدينة المقدسة للقدس في متحف إسرائيل، يصور مدينة القدس، حوالي أوائل القرن الأول الميلادي. باتجاه الغرب، وبوابة سوزا في الجدار الأمامي أمام الهيكل.

تصف القدس خلال فترة الهيكل الثاني تاريخ المدينة من العودة إلى صهيون تحت حكم كورش الكبير إلى حصار تيتوس للقدس عام 70 م خلال الحرب اليهودية الرومانية الأولى، والتي شهدت تغير المنطقة والمدينة على حد سواء عدة مرات. كانت مركز الحياة الدينية لجميع اليهود. حتى أولئك الذين يعيشون في الشتات يصلون نحو القدس بشكل يومي ويأتون أليها في الأعياد الأعياد الدينية. تطور الفريسيين من الهيكل الثاني اليهودي إلى التنعيم واالهوية الدينية لليهودية ما بعد المنفى كما هي مستمرة حتى يومنا هذا، وربما رسخه الكتاب المقدس العبري، على الرغم من بقاء زمن حدوث ذلك بالضبط محل خلاف. كما ولدت المسيحية في القدس خلال المراحل المتأخرة من هذه الفترة.
يمكن تقسيم الستمائة عام من فترة الهيكل الثاني إلى عدة فترات، لكل منها خصائصها السياسية والاجتماعية المميزة. تأثر التطور المادي للمدينة بشكل كبير بالخصائص المتغيرة لكل عصر، بينما أثرت في نفس الوقت على هذه الفترات نفسها. تميز سكان المدينة بالتقسيم الطبقي الاجتماعي، الاقتصادي والديني على حد سواء، والذي صار أكثر وضوحا على مر السنين. يوجد في المدينة، على سبيل المثال، تمييز واضح بين النخبة الثرية والعالمية والسكان الأوسع الذين يرغبون في تأثير أقل على طرق الأمة من العالم الخارجي. اشتملت الطبقات الاجتماعية أيضًا على وجهات نظر دينية مختلفة، لكل منها تركيزه المختلف: بعضها يعتمد على كهنة المعبد، في حين أن الغالبية كانت بقيادة عائلات تقليدية غير كهنوتية، مما يؤكد على عالم دراسة التوراة وتطوير القانون على التسلسل الهرمي الرسمي الذي أسس في المعبد.

## الفترة الفارسية

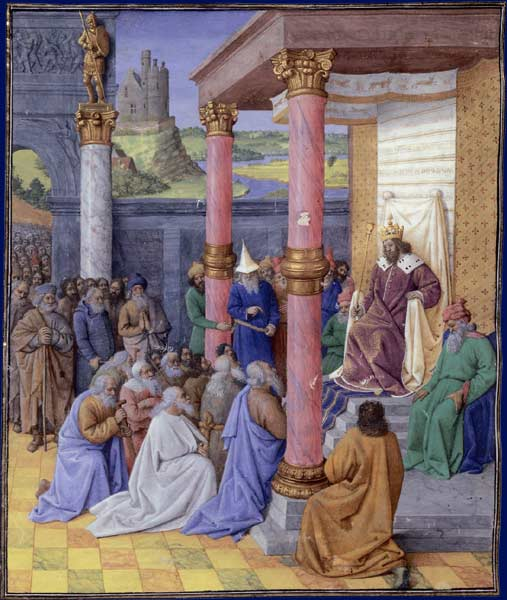
سمح كورش الكبير لليهود بالعودة إلى صهيون. جان فوكيه 1470.

في وقت العودة إلى صهيون من السبي البابلي، كانت أورشليم فقيرة من الناحية المادية. كانت جدرانها مهجورة ويوجد مزار متواضع الآن في موقع معبد سليمان الكبير. ومع ذلك، تمتعت المدينة بحياة دينية نابضة بالحياة ومزدهرة. وكان في هذا الوقت أن أول مشناه قد كُتِبَت وكل من الكتاب المقدس والشرع بدأت تأخذ شكلها الحديث. شهد الوقت نفسه ظهور طبقة كهنوتية مهيمنة، نخبة عالمية تستقبل التأثيرات الأجنبية.

### الدولة السياسية
خلال الفترة البابلية، تحول مركز يهوذا شمالًا إلى بنيامين. كانت هذه المنطقة، التي كانت في يوم من الأيام جزءًا من مملكة إسرائيل، مكتظة بالسكان أكثر بكثير من يهودا نفسها، وتضم الآن العاصمة الإدارية،المصفاة، والمركز الديني الرئيسي في بيت إيل. استمرت المصفاة كونها عاصمة للمقاطعة لأكثر من قرن. ليس من الواضح وضع القدس قبل عودة الإدارة من المصفاة، ولكن من 445 قبل الميلاد فصاعدًا كانت مرة أخرى المدينة الرئيسية لليهود، مع الجدران والمعبد (الهيكل الثاني) والمرافق الأخرى اللازمة لها كعاصمة إقليمية، بما في ذلك، سك عملة محلية من العملات الفضية، منذ 420 قبل الميلاد.
ربما جرب الفرس في البداية حكم يهود كمملكة عميلة تحت سلالة يهوياكين، الذي احتفظ بمكانته الملكية حتى في الأسر. شيشبزار، حاكم يهود الذي عينه كورش عام 538، كان من نسل داود، وكذلك خليفته (وابن أخيه المحتمل) زربابل؛ خلف زربابل بدوره ابنه الثاني ثم صهره، وجميعهم حكام داود بالوراثة في يهود، وهي حالة انتهت فقط حوالي 500 قبل الميلاد. هذه الفرضية - القائلة بأن زربابل وخلفائه المباشرين مثلوا استعادة مملكة داود تحت السيادة الفارسية - لا يمكن التحقق منها، لكنها ستكون متوافقة مع السياسة الفارسية في أجزاء أخرى من الإمبراطورية الفارسية، مثل فينيقيا.
كان العمودان الثاني والثالث من الفترة المبكرة للحكم الفارسي في يهود هما مؤسسات رئيس الكهنة والنبي، المحفوظة في الكتاب المقدس العبري في تواريخ عزرا نحميا وسفر أخبار الأيام الأول وكذلك كتب الأنبياء سفر زكريا، سفر حجي وسفر ملاخي. ولكن بحلول منتصف القرن الخامس قبل الميلاد، اختفى الأنبياء وملوك داود، ولم يتبق سوى رئيس الكهنة. وكانت النتيجة العملية هي أنه بعد حوالي 500 قبل الميلاد، أصبح يهود عمليًا ثيوقراطية يحكمها سلسلة من كبار الكهنة بالوراثة. إلى جانب رئيس الكهنة كان الحاكم الفارسي، على ما يبدو عادةً محليًا، مكلفًا بشكل أساسي بالحفاظ على النظام ورؤية دفع الجزية. كان من الممكن أن يساعده العديد من المسؤولين ومجموعة من الكتبة، لكن لا يوجد دليل على وجود تجمع شعبي، ولم يكن لديه سلطة تقديرية بشأن واجباته الأساسية. تشير الأدلة من الأختام والعملات المعدنية إلى أن معظم حكام يهود الفارسي، إن لم يكن جميعهم، كانوا يهودًا، وهو وضع يتوافق مع الممارسة الفارسية العامة للحكم من خلال القادة المحليين.

### دولة اجتماعية ودينية
كانت يهوذا خلال القرنين التاسع والثامن قبل الميلاد متعددة الآلهة بشكل أساسي، حيث عمل يهوه كإله وطني بنفس الطريقة التي كان لكل منها آلهة وطنية خاصة بها. سمح المنفى لعبادة «يهوه وحده» بالظهور باعتبارها اللاهوت السائد في يهود، بينما تطور «أبناء يهوه» من الألوهية القديمة إلى ملائكة وشياطين في عملية استمرت حتى العصر الهلنستي.
ربما كان التطورالوحيد والأكثر أهمية في فترة ما بعد النفي هو الترويج وممارسة لفكرة الحصرية اليهودية وممارستها في نهاية المطاف، فكرة أن اليهود، أي أتباع إله إسرائيل وناموس موسى، كانوا، أو يجب أن يكونوا، عرق منفصل عن كل الآخرين. كانت هذه فكرة جديدة، نشأت مع حزب الجولة، الذين عادوا من السبي البابلي. وراء السرد التوراتي نحميا وعزرا يكمن حقيقة أن العلاقات مع السامريين وغيرها من الدول المجاورة كانت في الحقيقة وثيقة وودية: مقارنة بين عزرا نحميا وكتب من سجلات تشهد على ذلك: سجلات يفتح المشاركة في عبادة الرب لجميع الأسباط الاثني عشر وحتى للأجانب، ولكن بالنسبة لعزرا نحميا، فإن كلمة «إسرائيل» تعني يهوذا وبنيامين وحدهما، بالإضافة إلى سبط لاوي المقدس.

### المشهد الحضري
كانت القدس في العصر الفارسي صغيرة: حوالي 1500 نسمة، أوحتى 500 نسمة حسب بعض التقديرات. كان الموقع الحضري الحقيقي الوحيد في يهود، حيث يعيش الجزء الأكبر من سكان المحافظة في قرى صغيرة غير مسورة. لم تتغير هذه الصورة كثيرًا طوال الفترة الفارسية بأكملها، حيث بقي مجموع سكان المقاطعة حوالي 30000 نسمة. لا توجد علامة في السجل الآثاري على هجرة جماعية للداخل من بابل. لم تشمل المنطقة الحضرية التل الغربي (الذي يحتوي على الأحياء اليهودية والأرمنية والمسيحية في القدس الحديثة)، الذي كان داخل الأسوار قبل الدمار البابلي.
يصف الكتاب المقدس قيام نحميا ببناء سور. في نوفمبر 2007، أعلنت عالمة الآثار إيلات مزار عن اكتشاف تحصينات في المنطقة G على الأطراف الشرقية لمدينة داود، والتي تعود إلى زمن نحميا. ومع ذلك، فإن نتائج مزار موضع خلاف من قبل علماء آثار آخرين.
يصف كتاب عزرا التوراتي أيضًا بناء معبد جديد (الهيكل الثاني) عن طريق إعادة المنفيين من بابل.

## الفترة الهلنستية
أدى غزو الإسكندر الأكبر عام 332 قبل الميلاد إلى الفترة الهلنستية، والتي استمرت حتى ثورة المكابيين عام 167 قبل الميلاد. وقد تميزت القدس الهلنستية باتساع الفجوة بين النخب اليونانية الذين تبنوا ثقافة يونانية والسكان المتدينين في المدينة، وهي الفجوة التي من شأنها أن تؤدي في نهاية المطاف إلى الثورة المكابية. لكن بالنسبة لمعظم الفترة الهلنستية، كانت القدس مزدهرة للغاية. كان لديها قدر من الاستقلالية في إدارة شؤونها وحصلت في النهاية على وضع بوليس.

### الدولة السياسية

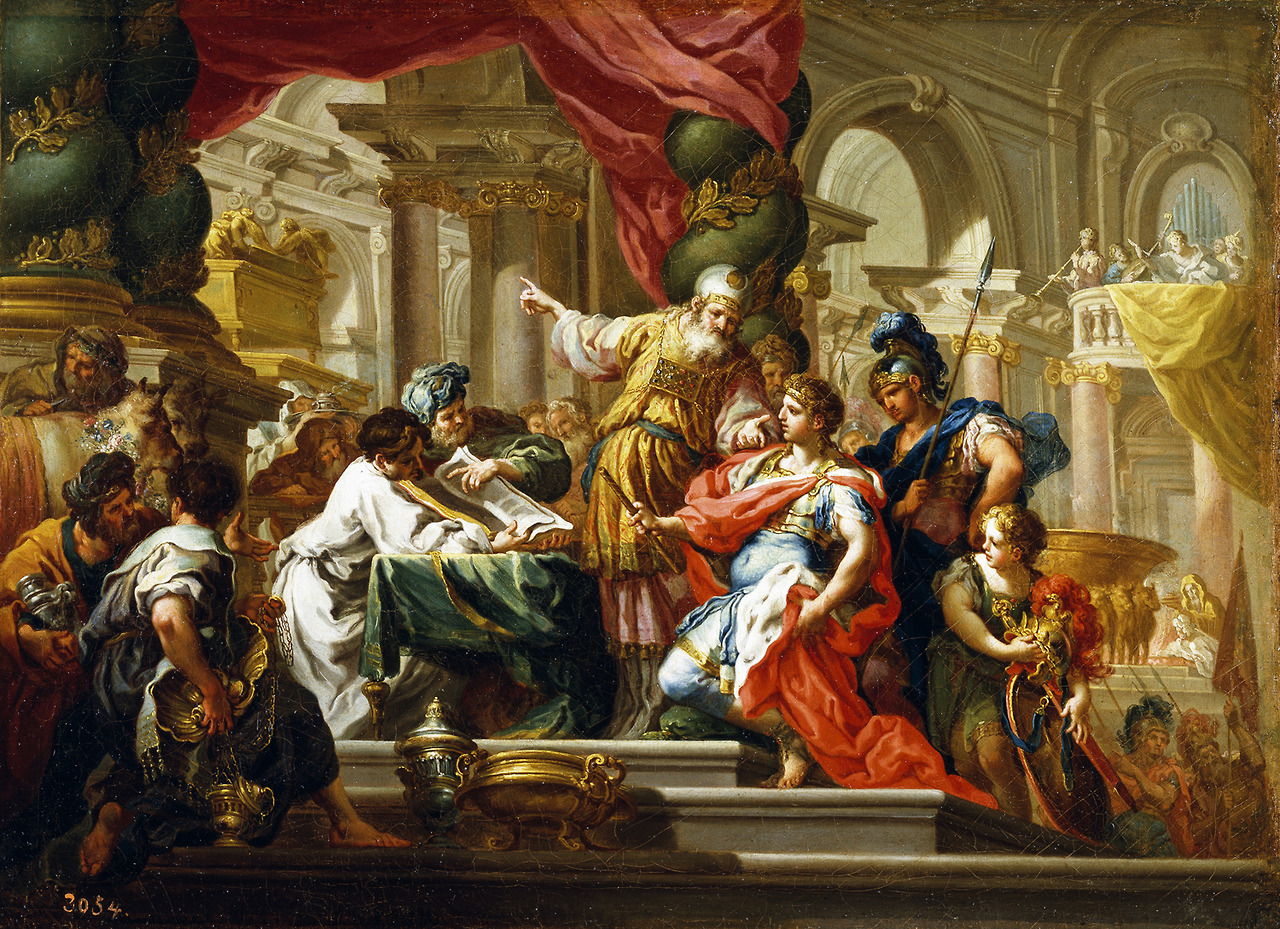
الإسكندر الأكبر في معبد القدس. سيباستيانو كونكا، حوالي عام 1750.

احتل الإسكندر الأكبر المنطقة عام 332 قبل الميلاد، ووفقًا للعديد من التقاليد اليهودية، زار القدس. بعد وفاته، تنازع الديادوتشي والدول التي خلفتهم على المنطقة المعروفة باسم كويل سوريا. بين عامي 301 و 198 قبل الميلاد، كانت أرض إسرائيل تحت حكم مصر البطلمية، ولكن في عام 198 قبل الميلاد انتقلت إلى الإمبراطورية السلوقية.
سمحت سلالة البطالمة لليهود بإدارة شؤونهم الخاصة، دون تدخل كبير من قبل الحكومة. مُنحت القيادة إلى رئيس الكهنة، كما هو موجود في رواية هيكاتيوس العبدرا، التي كُتبت حوالي 300 قبل الميلاد ونقلت في مكتبة ديودورس سيكولوس التاريخية:
| «                            | لهذا السبب لا يكون لليهود ملك مطلقًا، والسلطة على الناس تُمنح بانتظام لأي كاهن يُعتبر أعلى من زملائه في الحكمة والفضيلة. | » |
| — ديودوروس سيكولوس, 40.3.1–3 | |   |

في عام 198 قبل الميلاد، غزا أنطيوخوس الثالث القدس، بمساعدة السكان اليهود في المدينة. في بداية الاحتلال السلوقي، منح أنطيوخس اليهود ميثاقًا يسمح بالحكم الذاتي اليهودي وعودة اليهود إلى القدس، ومنح امتيازات معينة للكهنة، ومنع الأجانب والحيوانات غير النقية من حرم الهيكل، وخصص أموالًا رسمية للممارسات الدينية في الهيكل (اقتناء الذبائح والزيت والبخور).
لكن في ظل الحكم السلوقي، أصبحت تأثيرات الهيلينة أكثر وضوحًا. وقد شعر هؤلاء بحدة أكبر في عهدأنطيوخس الرابع إبيفانيس، الذي وصل إلى السلطة عام 175 قبل الميلاد. في عام 167 قبل الميلاد، مع التوترات بين اليونانيين واليهود الملتزمين في ذروتها، قام أنطيوخس بحظر الطقوس والتقاليد اليهودية ودنس الهيكل، مما أدى إلى اندلاع ثورة المكابيين.

### دولة اجتماعية ودينية
كان تأثير الثقافة الهلنستية محسوسًا بالفعل خلال الحكم البطلمي، وهو اتجاه زاد مع الفتح السلوقي. كانت العادات الهيلينية شائعة بشكل خاص بين التجار والأثرياء، أولئك الذين يمكن أن يستفيدوا أكثر من تجارة الإمبراطورية واللغة والعادات والثقافة المشتركة بين جميع البوليس الهلنستيين. هذا لا يعني بالضرورة أنهم تخلوا عن اليهودية، ولكن كانت هناك فجوة متنامية وملموسة بين هؤلاء وإخوتهم الملتزمين. نظرًا لأن التعريف بالثقافة اليونانية لا يمكن أن يكون موحدًا، فإن بعض العلماء يؤكدون أن الحزب الهيليني المذكور في روايات ثورة المكابيين كانوا على الأرجح فقط الأكثر تطرفاً من اليهود الهيلينيين، أولئك الذين لم يتبنوا المظاهر الخارجية للثقافة اليونانية فحسب، بل كان لديهم استوعبوا أيضًا قيمها وكانوا على استعداد للتخلي عن المبادئ الأساسية للدين اليهودي.
في 175 قبل الميلاد، طلب جايسون (الاسم اليوناني، الاسم السابق يسوع وهو اليوناني لجوشوا)، شقيق رئيس الكهنة أونياس الثالث، من أنطيوخس الرابع أن يأخذ مكان أخيه. كما سعى إلى تحويل القدس إلى بوليس، ساعيًا إلى بناء صالة للألعاب الرياضية والأفيبيون في المدينة. أُجيبَ طلب جيسون في مقابل رشوة. هرب أونياس وأسس ابنه، أونياس الرابع ومعبد أونياس في مصر. كان وضع بوليس مفيدًا للنخبة الثرية التي يمكن لأعضائها الترشح للانتخابات في مختلف المؤسسات المدنية. وبالتالي، فإن تحويل القدس إلى بوليس، عزز مكانة النخبة الهلنستية الثرية، خلفاء النخب المندمجة المعادية لعزرا ونحميا. حتى الآن، ومع ذلك، حدث تغيير جوهري عن تلك الأيام السابقة. إذ نمت النخب الاقتصادية والكهنوتية، لدرجة أن الكهنة في الفترة الهلنستية كانوا هم أنفسهم جزءًا مركزيًا من الطبقة العليا الهيلينية لمجتمع القدس. بينما تبنت المدن غير اليهودية في جميع أنحاء المنطقة الهيلينية بتعصب، رفض غالبية سكان القدس العادات اليونانية. لم يتخذ جيسون أي خطوات صريحة ضد العقيدة اليهودية واستمر الهيكل في العمل كالمعتاد، بدون لا تضحيات وثنية أو تقديم أصنام أجنبية. ومع ذلك، كان هناك اضطراب كبير بين المثقفين من حقيقة أن منصب رئيس الكهنة والمرشد الأعلى كان يشغل من قبل شخص نأى بنفسه تمامًا عن الإيمان.
لذلك، في أوائل القرن الثاني قبل الميلاد، كان هناك شقاق في القدس بين أغلبية ضعيفة اقتصاديًا وملتزمة تفتقر إلى الحقوق المدنية، وأقلية صغيرة هيلينية مرتبطة ارتباطًا وثيقًا بالسلطات السلوقية وتتحكم في الاقتصاد والتجارة والإدارة المحلية وحتى المعبد نفسه. تفاقمت التوترات بسبب مراسيم أنطيوخس ضد العقيدة اليهودية، وخاصة تلك التي أدخلت عبادة الأوثان في الهيكل وحظرت الختان، وفي عام 167 قبل الميلاد، قاد كاهن ريفي، ماتاثياس موديعين، تمردًا ضد الإمبراطورية السلوقية.

### المشهد الحضري
لا يُعرف سوى القليل عن المشهد الحضري للقدس في الفترة الهلنستية. على الأقل معروف في القرن الثالث قبل الميلاد عندما كانت المدينة تحت الحكم البطلمي. أحد المصادر التي تقدم نظرة ثاقبة على القدس في تلك الفترة هي كتابات هيكاتوس من عبديرا الذي عاش في نهاية القرن الرابع قبل الميلاد. كان هيكاتوس في حاشية بطليموس الأول سوتر، مؤسس المملكة البطلمية، عندما التقى بمجموعة من اليهود المنفيين الذين غادروا طواعية إلى مصر. تمدح كتابات هيكاتوس الشخصية والتعليم والمواهب السياسية لرئيس هذه المجموعة، وهو كاهن يُدعى حزقيا، والذي كان على ما يبدو مصدر معلومات هيكاتوس حول كل من القدس والعادات اليهودية. تمت الإشادة بالقدس باعتبارها كبيرة وجميلة على حد سواء، باعتبارها المدينة المحصنة الوحيدة في يهودا، حيث يصل حجمها إلى 50 ستاديون ويسكنها 120.000 يهودي. وصف هيكاتوس المعبد الذي يقف في وسط المدينة (إشارة إلى أنه لم يره بنفسه)، وأبعاده، وذكر الشعلة الأبدية والمذبح والشمعدان. أكد هيكاتوس أيضًا على عدم وجود أي أصنام أو بستان مقدس وحظر استهلاك الكهنوت للنبيذ في القاعة.
مصدر آخر يزعم أنه يصف القدس البطلمية هو خطاب أرسطياس، وهو وصف لترجمة الترجمة السبعينية إلى اليونانية. يصف المؤلف، الذي يُفترض أنه يهودي إسكندراني في خدمة بطليموس الثاني فيلادلفوس (309-246 قبل الميلاد)، زيارة إلى المدينة، بما في ذلك جبل الهيكل والقلعة المجاورة، البطالمة باريس. ومع ذلك، يبدو أن رسالة أريستاس هي من صنع لاحق في منتصف القرن الثاني قبل الميلاد. على الأرجح يعود تاريخها إلى الفترة الحشمونية أوالسلوقية، ولا يوجد أي يقين بأنها رواية شاهد عيان حقيقية.
تحكي آثار اليهود 1 و 2 المكابيين وفلافيوس جوزيفوس عن ازدهار البناء خلال الحكم السلوقي. قام جايسون، بتحويل القدس إلى بوليس، ببناء العناصر المعمارية المكونة لمدينة يونانية، بما في ذلك صالة للألعاب الرياضية وأفيبيون. منذ اليوم الأول لعلم الآثار في القدس، تم استثمار جهود كبيرة في تحديد موقع هذه المباني وتحديدها، ولكن دون جدوى. وخير مثال على ذلك محاولة تحديد موقع عكرا، القلعة التي أنشأها أنطيوخس الرابع إيبيفانيس لإيواء الحامية السلوقية في القدس.

## مملكة الحشمونائيم
تميزت فترة الحشمونائيم في القدس بتناقضات كبيرة: الاستقلال والسيادة، التوسع الإقليمي والازدهار المادي من ناحية، الحروب الأهلية والفجوة الاجتماعية المتزايدة من ناحية أخرى. وازدهرت القدس، التي أصبحت الآن عاصمة لكيان مستقل، ونمت. تم بناء العديد من المباني العامة والمؤسسات الحكومية. ساهم الحج اليهودي التقليدي في وضعها الاقتصادي وزيادة الهجرة، من الداخل والخارج، مما جعلها تنمو في كل من السكان والحجم. أصبحت القدس مركزًا سياسيًا ودينيًا وإبداعيًا وثقافيًا نشطًا - يهوديًا وهلنستيًا.

### الدولة السياسية
على الرغم من اندلاع ثورة المكابيين في عام 167 قبل الميلاد وتم تطهير المعبد من التأثيرات الوثنية في عام 164 قبل الميلاد، إلا أن القدس ظلت تحت سيطرة الحامية السلوقية التي صمدت في عكرا لمدة 25 عامًا أخرى. فقط في 141 قبل الميلاد أحتل سيمون مكابايوس عكرا وطبقاً لجوزيفوس سواها بالأرض. من 140 قبل الميلاد إلى 63 قبل الميلاد، كانت القدس عاصمة دولة مستقلة أولاً ثم مملكة مستقلة. كما هو موثق في 1 مكابيس، فقد بدأ إحصاء عام خاص به، متميزًا عن النظام السلوقي:
أصبح تعيين سيمون ممكناً بتوافق الآراء بين رجال الدين والزعماء الدينيين والعائلات الأرستقراطية التقليدية والشيوخ المحترمين. للتأكيد على الشرعية الشعبية ودعم تعيينه، أنشأ سيمون محكمة كبرى عُرفت فيما بعد باسم السنهدريم العظيم. كان قائد الحشمونئيم هو الكاهن الأكبر في الحال (على الرغم من أنه لا يُعتقد أنه من عائلة صادوق)، والقائد العسكري الأعلى وكذلك ناسي اليهود. لأول مرة، كانت القيادة الدينية والسياسية بيد رجل واحد.
كان المكابيون قادرين على استغلال الصراعات الداخلية التي ابتليت بها كل من الممالك السلوقية والبطلمية لتوسيع الأراضي الخاضعة لسيطرتهم. تطورت القدس من عاصمة مقاطعة يهودية صغيرة إلى مقاطعة تسيطر على منطقة كبيرة، وموطنًا لشعوب مختلفة. أدى هذا النمو إلى تغيير حاسم في القيادة عندما أعلن نفسه ملكًا. أريستوبولوس، شقيقه ألكسندر جانوس وخلفاؤهم، كانوا في الواقع ملوكًا كهنوتًا، مما أسفر عن تأثير كبير في كل من الشؤون المحلية والدولية. سيطروا على منطقة مماثلة في الحجم لإسرائيل الحالية، بما في ذلك أجزاء من شرق الأردن. في 161 قبل الميلاد، قام يهوذا المكابي أيضًا بتأمين تحالف مع الجمهورية الرومانية، وهو تحالف استمر حتى عهد يانيوس، وقام القادة المتعاقبون بتجديده وتبني سياسة مؤيدة للرومان. ومع ذلك، اختار جانوس وقف التحالف، على ما يبدو لأن التهديد السلوقي لاستقلال يهودا قد اختفى فقط ليحل محله الروماني.
هناك أدلة تشير إلى أن مملكة الحشمونئيم حولت الشعوب الخاضعة إلى اليهودية، بما في ذلك الإيتوريون في الجولان وحوران والأدوميين في تلال يهودا، مما يؤكد مكانة المملكة كقوة إقليمية. تم اعتبار المتحولين الجدد، من الناحية النظرية على الأقل، يهودًا كاملين يستحقون الحقوق المتساوية الممنوحة لمواطني المملكة. العديد من الأدوميين، على سبيل المثال، وصلوا حتى إلى مناصب عليا في الإدارة في القدس.
في عام 67 قبل الميلاد اندلع شجار بين أريستوبولوس الثاني وهيركانوس الثاني، أبناء وخلفاء ألكسندر جانوس. ناشد الطرفان الجنرال الروماني جانيوس بومبيوس ماغنوس (بومبي العظيم)، الذي كان يقوم بحملة في المنطقة في ذلك الوقت، مساعدته. قرر بومبي الوقوف إلى جانب هيركانوس (ومستشاره أنتيباتر)، وتحصن أريستوبولوس وأتباعه في الحرم القدسي. في عام 63 قبل الميلاد، وصل بومبي والجيش الروماني إلى القدس، وحاصروا الهيكل ثم اقتحموه، مما أدى إلى إنهاء السيادة اليهودية. في عام 40 قبل الميلاد، منح مجلس الشيوخ الروماني هيرودس، ابن أنتيباتر، لقب ملك يهودا. بمساعدة القوات الرومانية، استولى هيرودس على القدس من أنتيجونوس الثاني متاثيا، منهيا حكم الحشمونيين.

### دولة اجتماعية ودينية
خلال حكم الحشمونئيم، تشكل فصيلان دينيان متضاربان الصدوقيين، والفريسيين، في القدس. كان الصدوقيون يتألفون بشكل أساسي من أفراد الطبقات العليا من المجتمع المقدسي التي تضم معظم العائلات الكهنوتية، وخاصة تلك التي تتقبل الثقافة اليونانية. كانوا يتركزون على الهيكل وكانت اهتماماتهم الدينية الرئيسية هي تلك المتعلقة بالنجاسة الدينية وطقوس الهيكل. على النقيض من ذلك، كان الفريسيون يقودهم حكماء وكانوا أكثر توجهاً اجتماعياً، يدافعون عن قضية المحرومين. تكمن اهتماماتهم الرئيسية في قانون التوراة وتطبيقه العملي في الحياة اليومية. كان التفسير الفريسي للتوراة مستقلاً عن الهيكل، حيث عزز الفكر الديني المستقل عن التسلسل الهرمي الكهنوتي. قاد الزوغوت الفريسيين.
على الرغم من أن قادة ثورة المكابيين كانوا مناهضين بشدة للهيلينستية، إلا أن الجيل الثاني من قادة الحشمونائيين (حوالي 130 قبل الميلاد، زمن جون هيركانوس) عادت الثقافة اليونانية إلى الشعبية مرة أخرى. أصبح الحشمونيون أنفسهم من الهيلينيين، واعتمدوا على الأقل المظاهر الخارجية للثقافة اليونانية والإدارة والملابس والكلام. هذا واضح بشكل خاص في اعتماد الأسماء اليونانية. في حين تم تسمية الجيل الأول من الحشمونيين يوحنا ويوناثان ويهوذا وما شابه، كان يُطلق على القادة اللاحقين اسم هيركانوس وأريستوبولوس وإسكندر وغيرهم. أكد الملك ألكسندر جانوس، على وجه الخصوص، على الطبيعة الهلنستية لمملكته. أيد الصدوقيين ورفض مطالب الفريسيين بفصل دور الملك عن دور رئيس الكهنة. بطرد الفريسيين من السنهدريم، أشعل جانوس حربًا أهلية استخدم فيها المرتزقة الوثنيين ضد الفريسيين. أفاد جوزيفوس (الحرب اليهودية 1، 4) بوقوع خمسين ألف ضحية في هذه الحرب الأهلية، والتي انتهت فقط من خلال وساطة سمعان بن شيتاح الذي كان قائدًا فريسياً ورئيسًا لمحكمة السنهدرين وشقيقًا للملكة سالومي ألكسندرا، زوجة جانيوس ووريثته. في عهد سالومي، تمت استعادة بعض التوازن لفترة وجيزة بين النظام الملكي والفريسيين الذين سيطروا على السنهدرين، لكن الانقسامات بين الفصائل أعادت تأكيد نفسها بعد وفاتها، مما أدى في النهاية إلى حالة من الحرب الأهلية المستمرة.

### المشهد الحضري
| «               | ارفعي عينيك وانظري حولك. اجتمعوا وجاؤوا اليك. ابناؤك يأتون من بعيد وبناتك محمولات على الاذرع. | » |
| — اشعياء 60, 4. |                                                                                               |   |

الآن، عاصمة لكيان مستقل، نمت القدس في فترة الحشمونئيم من حيث الحجم والسكان والثروة. لم يقتصر الأمر على تكثيف رحلات الحج إلى المدينة، ولكن تدفق الناس من الداخل والخارج أدى إلى نمو السكان المقيمين أيضًا. توسعت حدود المدينة وتم بناء تحصينات جديدة. يعكس المشهد الحضري للقدس مكانتها كعاصمة وطنية، موطن لعائلة ملكية. تم بناء قصور جديدة وكذلك المؤسسات المطلوبة لإدارة المملكة.

#### أسوار وتحصينات الحشمونائيم
مع استعادة الاستقلال اليهودي في منتصف القرن الثاني قبل الميلاد، أطلق الحشمونيون بسرعة جهودًا لتعبئة وتحصين المدينة العليا، التل الغربي المهجور بعد نهب البابليين للقدس. وفقا للمكابيين الأول 10، 10-11، «سكن يوناثان في القدس وبدأ في إعادة بناء المدينة وترميمها. وأمر القائمين على العمل ببناء الأسوار وتطويق جبل صهيون بالحجارة المربعة لتحصين أفضل. وفعلوا ذلك.» بينما طبقًا للفصل 13، 10، جمع سمعان المكابي كل المحاربين وسارع إلى إكمال أسوار أورشليم، وحصّنها من كل جانب. ويعود تاريخ إنشاء سور مدينة الحشمونائيم، المعروف أيضًا  كالجدار الأول، بين 142 و 134 قبل الميلاد. لم تكن الأسوار التي تشمل مدينة داود والتلة الغربية جديدة تمامًا ولكنها تضمنت أيضًا عناصر من التحصينات السابقة، مثل العصر الحديدي «برج إسرائيل» الذي تم اكتشافه في الحي اليهودي. امتد الجدار من برج هيبيكس (بالقرب من موقع برج داود الحديث) شرقاً باتجاه جبل الهيكل، وجنوباً إلى التلة الجنوبية الغربية (جبل صهيون الحديث، تسمية خاطئة )، ثم شرقاً إلى بركة سلوام، وأخيراً الشمال، ملتقى بجدار الحرم القدسي.
لا يزال من الممكن رؤية بقايا الجدار الأول في عدة أماكن:
- في القلعة المعروفة ببرج داود.
- في ماميلا غرب أسوار المدينة المعاصرة حيث عثر على بقايا تحصينات الحشمونئيم.
- في الحي اليهودي، داخل وحول «برج الإسرائيليين» وبقايا ما قد يكون «بوابة جيناث» التي ذكرها يوسيفوس.
- في قاعدة الجدار الشرقي للحرم القدسي.

#### قصور الحصون
تميزت القدس الحشمونية بمعلمين رئيسيين لم يتم العثور على بقايا لهما. واحدة من هذه كانت قلعة الحشمونائيم، وهي قلعة يعتقد أنها قامت في الركن الشمالي الغربي من الحرم القدسي، وتحتل الموقع المحتمل لباريس البطالمة الأقدم والتي هدمت لاحقًا لإفساح المجال لقلعة أنطونيا. وبحسب يوسيفوس، فإن «هذه القلعة بناها ملوك السلالة السامونية، الذين كانوا أيضًا رؤساء كهنة قبل هيرودس، وأطلقوا عليها اسم البرج، حيث أعيد وضع ثياب رئيس الكهنة، والتي كان رئيس الكهنة يلبسها فقط. الوقت الذي كان عليه أن يقدم الذبيحة». لم يترك بناء هيرودس لأنطونيا أي أثر لقلعة الحشمونئيم.
يحاول باحثو الهيكل البارزون الآخرون تحديد موقع قصر الحشمونئيم. وصف جوزيفوس دقيق تمامًا: «فوق الرواق، عند الممر المؤدي إلى المدينة العليا، حيث يصل الجسر المعبد إلى المعرض.» لذلك من الممكن تحديد الموقع التقريبي للقصر، أمام الهيكل قليلاً شمال الحي اليهودي الحديث. من شأن هذا الموقع أن يجعل كل من الطبوغرافيا (في مكان مرتفع) والإداري (المجاور للأحياء الثرية والكهنوتية في المدينة العليا). بإطلالته على الهيكل، سيوفر للملك ورئيس الكهنة نقطة مراقبة للأحداث هناك في الداخل.

#### دفن الحشمونئيم

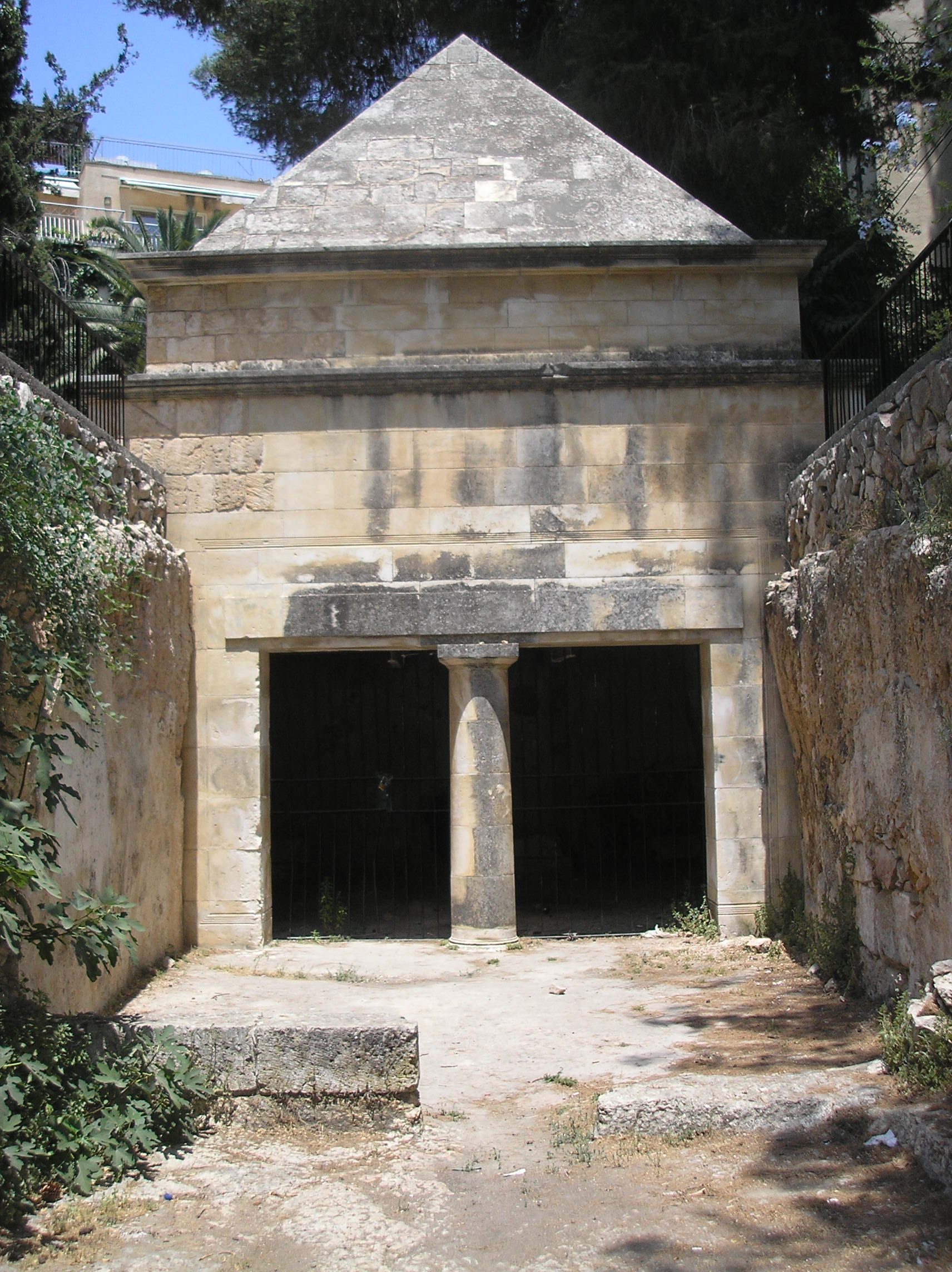
قبر جايسون

كانت القدس في فترة الهيكل الثاني محاطة بالمقابر وحقول القبور. بسبب قدسية المدينة ونجاسة الموتى، لم يُسمح بالدفن إلا على مسافة معقولة من أسوار المدينة:
| «                                           | يجب حفظ الجثث والقبور والحبال على مسافة خمسين ذراعا من المدينة. | » |
| — التلمود البابلي: Tractate بابا بثرة 2, 9. |                                                                 |   |

عندما توسعت المدينة، نقلت المقابر وفقًا لذلك. كان الإيمان اليهودي بالقيامة يعني أن عظام كل فرد كانت منفصلة. أُدخِلَ الموتى في البداية في كهوف الدفن لمدة عام. عندما بقيت العظام فقط، دفنت هذه العظام بشكل ثانوي في تابوت.
طور في القدس أسلوب فريد من نوعه في زخرفة التوابيت بصور الأزهار، وخاصة الزنابق، وأغصان النخيل. ثم وضعت التوابيت في كهوف دفن عائلية، إما محفورة في الصخور أو مبنية يدويًا. المئات من كهوف الدفن من الهيكل الثاني للقدس متناثرة حول المدينة، بشكل رئيسي إلى الشمال (سنهدريا) والشرق (سفوح وادي قدرون) وجنوب المدينة القديمة (جهنم وكتف هنوم)، وتشكل مقبرة. كما عثر على عدد قليل من القبور غرب المدينة القديمة، وخاصة على طول شارع غزة وفي رحافيا قامت العائلات البارزة والثرية، مثل الكاهن بني حزير، ببناء قاعات دفن فاخرة توضع فيها توابيتهم. قبر جيسون في رحافيا وقبر أبشالوم هما مثالان رئيسيان.

#### أعمال مياه الحشمونائيم

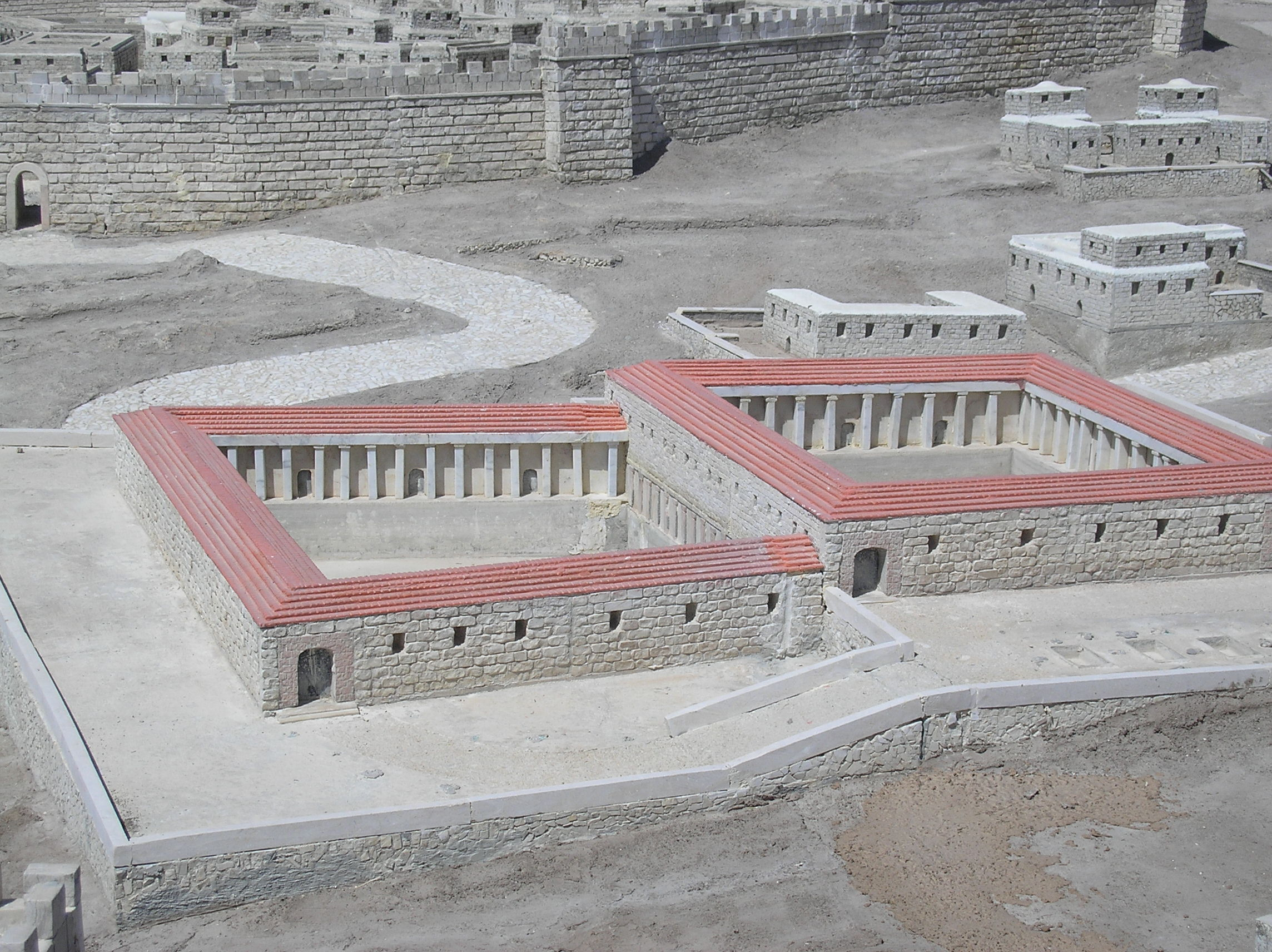
بركة بيثيسدا - نموذج للقدس في أواخر فترة الهيكل الثاني، في متحف إسرائيل.

مع نمو القدس، ازداد الطلب على المياه، حيث لم يكن لدى المدينة إمدادات كافية. لذلك بنيت أعمال المياه لنقل المياه إلى حوض تخزين شمال غرب الحرم القدسي، مما يؤدي إلى تجفيف مجرى بيت زيتا ووادي تيروبوين. يبلغ طول النفق 80 مترًا، أي ما يقرب من 1.20 قدم (0.37 م) عرضًا و 12 قدم (3.7 م) عالية عند أعلى نقطة لها. اكتشف «نفق الحشمونئيم» أو «جسر الحشمونئيم»، كما هو معروف، خلال أعمال التنقيب التي قامت بها وزارة الشؤون الدينية الإسرائيلية في عام 1985 ويمكن الوصول إليها حاليًا من خلال نفق حائط المبكى. لم يحدد تاريخ التعدين الدقيق بعد، وفي حين أن البعض يؤرخ في وقت مبكر مثل فترة الهيكل الأول، فمن المؤكد أنه يسبق هيرودس.
إلى جانب الآبار المحفورة في الصخر والجص، وهي سمة معتادة في العديد من المنازل، استخدم سكان القدس أيضًا برك التخزين العامة. وشملت هذه برك بيثسدا شمال جبل الهيكل وبركة حزقيا شمال برج داود. ربما كانت البرك الواقعة شمال جبل الهيكل قد خدمت الهيكل أيضًا، وكانت مياهها تستخدم لغسل المذبح والفناء من الدم، وكذلك لسقي المواشي المستخدمة كذبيحة. من غير الواضح بالضبط متى أنشأت البركتين، لكنهما وسعتا بالتأكيد خلال فترة الحشمونائيم بسبب حاجة القدس المتزايدة إلى المياه.
شهدت فترة الحشمونائيم أيضًا جهودًا لإيصال المياه إلى القدس من مناطق أبعد. من المحتمل أنه في عهد الإسكندر جانيوس حفرت القناة السفلية لنقل المياه من نبع عين عيتام (بالقرب من بيت لحم) إلى محيط جبل الهيكل. نظرًا لأن ارتفاع عين إيتام أعلى بمقدار 30 مترًا فقط من ارتفاع الجبل، فقد كان هذا إنجازًا مهمًا للتكنولوجيا والهندسة. كان على القناة تجاوز العديد من التلال للوصول إلى وجهتها، وبالتالي فهي ملتوية للغاية، مما يتطلب منها الحفاظ على منحدر يبلغ ثلاثة أقدام لكل ميل. لجعله أقصر، حفر نفق بطول 400 متر أسفل سلسلة جبال جبل المكبر.

## الفترة الهيرودية
مثل الكثير من العصور الأخرى في تاريخ الهيكل الثاني في القدس، تميز حكم الملك هيرود بالتناقض والتناقضات. مثل شخصية هيرودس، كان هذا وقت العظمة والتطرف. التناقض بين المدينة الوثنية والمعبد المقدس الذي يقف في وسطها، أو بين الملك القاسي والقاتل مقابل رجل الأعمال الذي زين المدينة في روعة ورفاهية، أولى اهتمامًا هائلاً بتاريخ المدينة في واحدة من أكثرنقاطها أهميةً.

### الدولة السياسية
كان حكم هيرودس سلميًا في الغالب وتميز بالازدهار الاقتصادي وازدهار البناء. كان للملك نعمة كبيرة لدى رعاته الرومان، وكان كرمًا كبيرًا تجاههم، وبالتالي تمتع بحرية كبيرة في العمل لتحصين كل من المدينة والدولة دون إثارة قلق روما. حكم هيرود القدس لمدة ثلاثة وثلاثين عامًا (37-4 قبل الميلاد)، وازن خلالها باستمرار ولائه لروما بالتزامه والتزاماته تجاه رعاياه اليهود. لكن اليهود احتقروا هيرودس وأطلقوا عليه لقب «العبد الأدومي»، في إشارة إلى أصوله الأجنبية وخضوعه لروما. في وقت مبكر من حكمه، سعى هيرودس لاكتساب الشرعية لحكمه بالزواج من مريم، أميرة حشمونئيم وأخت أرسطوبولوس الثالث. وسرعان ما فقدت مريم حظها مع هيرود وأعدمها. ثم سعى للحصول على الشرعية من خلال إعادة بناء الهيكل.

### دولة اجتماعية ودينية
أعاد هيرودس تحويل القدس إلى مدينة هلنستية، بما في ذلك جميع العناصر والمؤسسات المكونة لبوليس. بنى مسرحًا كبيرًا، وأقام بطولات المصارعة تكريماً للإمبراطور، ونظم عروضاً حيث حارب الرجال الحيوانات البرية، وشجع الهجرة العشائرية إلى القدس. زين هيرود هندسته المعمارية الهلنستية بزخارف تصور الآلهة الوثنية وحملت عملته زخارف وثنية. ومع ذلك، فإن جهود هيرودس لم تذهب بلا تقدير من رعاياه:
| «                                            | من لم يرى أورشليم في جمالها لم ير مدينة عظيمة جميلة طيلة حياته. ومن لم ير بناء الهيكل الثاني، لم ير في حياته بناءا جميلا. ما هو المقصود من هذا؟ قال عباي في غيره الحاخام حسدا: ويقصد به بناء هيرودس. | » |
| — التلمود البابلي: Tractate Sukkah chapter 5 | |   |

كانت القدس في وقت من الأوقات مدينة وثنية كبيرة ومركز الحياة اليهودية في ذروتها. استمرت طقوس المعبد بلا هوادة في المبنى الجديد الفخم. عدد هائل من الحجاج، ربما يصل إلى مليون ،مُلأت شوارع المدينة خلال عيد الفصح، يفترض في جو وصفه التلمود: 
| «                                                   | ولم يقل أحد لرفيقه قط "مسكني في القدس ضيق للغاية بالنسبة لي." | » |
| — التلمود البابلي: Tractate بيركي أفوت chapter 5, 5 |                                                               |   |

وصف فيلو، وهو نفسه يهودي يوناني، القدس خلال الاحتفالات:
| «                               | لعدد لا يحصى من الرجال من مجموعة متنوعة لا حصر لها من المدن، بعضها عن طريق البر والبعض عن طريق البحر ، ومن الشرق ومن الغرب، ومن الشمال ومن الجنوب، جاءوا إلى الهيكل في كل مهرجان | » |
| — Philo, The Special Laws I, 69 | |   |

كان الحجاج مهمين اقتصاديًا. لقد جاءوا من جميع أنحاء الإمبراطورية، حاملين معهم آخر الأخبار والابتكارات، ومارسوا تجارة التجزئة والجملة على حد سواء، وتوفرت لقمة العيش لشرائح كبيرة من السكان المحليين. كانت القدس مزدهرة وكانت الثروة المادية والرفاهية للطبقات الغنية والكهنوتية في ذروتها أيضًا. يشهد على ذلك اكتشافات أثرية مثل ميكفاه (حمامات الطقوس) في خصوصية المنازل الكهنوتية واكتشاف الأواني الزجاجية النادرة في الحفريات في حي هيروديان، في الحي اليهودي الحالي. وقد وصل هذا الازدهار إلى الطبقات الدنيا أيضًا، حيث تمتعت الجماهير بفوائد التجارة المتزايدة والتبادل المستمر للعملة والسلام الذي سمح بالتبادل الحر للسلع. الرفاه الاقتصادي والعداء اليهودي الواسع النطاق تجاه هيرود سمح للحرب الضروس بين الفريسيين والصدوقيين أن تهدأ.
في الواقع، كانت القدس اليهودية متحدة في كراهيتها للملك هيرود. كان هيرود حاكماً قاسياً وظف جواسيس ومخبرين ومسؤولين أجانب وعاملين في الجمارك. لكن كانت هناك حدود امتنع هيرودس عن عبورها: لم يدخل حرم جبل الهيكل، ولم يضع أصنامًا أجنبية في الهيكل، ولم يقدم قرابين وثنية في المدينة. كانت أورشليم فخراً لهيرودس، وقد دعا أفرادًا أقوياء من روما لمشاهدة روعتها. لقد تركت القدس بالفعل الانطباع المطلوبووصفها المؤرخ الروماني بليني الأكبر بأنها:
| «                                       | إلى حد بعيد المدينة الأكثر شهرة، ليس في اليهودية فقط، ولكن في الشرق. | » |
| — Pliny the Elder: التاريخ الطبيعي 5.14 |                                                                      |   |

بالمعنى الديني، فإن الانشغال الشعبي بقوانين الهالاخاه في النجاسة والفسخ واضح. تشير الاكتشافات الأثرية إلى انتشار استخدام الأواني الحجرية، وهي مادة لا يمكن تدنيسها حسب اليهودية، في العديد من المنازل، لا سيما تلك المنسوبة إلى الطبقة الكهنوتية. حددت الحفريات في جميع أنحاء المدينة العديد من مدينة ميكفاوت، بما في ذلك العديد من الحمامات العامة الكبيرة بجانب الشارع الرئيسي المؤدي إلى المعبد. يبدو أن هؤلاء خدموا الحجاج قبل صعودهم إلى جبل الهيكل. يبدو أن الحظر المفروض على الأصنام والصور المنحوتة قد استمر عن كثب أيضًا، لأنها غائبة حتى في أفخم المنازل، حيث لا يوجد سوى التصميمات الهندسية.
في ذلك الوقت، شهدت أورشليم أيضًا تدفقاً من غير اليهود، رغب بعضهم في التحول إلى اليهودية. كتب فيلو عن هذه الظاهرة:
| «                                       | وهذا الجمال والكرامة لتشريعات موسى لا يتم تكريمهما بين اليهود فقط، ولكن أيضًا من قبل جميع الأمم الأخرى، واضح، سواء مما قيل بالفعل أو مما سأقوله. في الأزمنة القديمة كانت القوانين مكتوبة باللغة الكلدانية، وظلت لفترة طويلة في نفس الحالة التي كانت عليها في البداية، ولم تغير لغتها طالما أن جمالها لم يجعلها معروفة لدى الأمم الأخرى ؛ ولكن عندما، من الاحترام اليومي والمتواصل الذي أظهروه لهم أولئك الذين منحوه لهم، ومن احترامهم المتواصل لمراسيمهم، اكتسبت الأمم الأخرى أيضًا فهمًا لها، وانتشرت سمعتها في جميع الأراضي؛ لما كان جيدًا حقًا، على الرغم من أنه قد يخفت بدافع الحسد لفترة قصيرة، إلا أنه لا يزال يضيء مرة أخرى في الوقت المناسب من خلال التميز الجوهري لطبيعته. | » |
| — Philo, On the Life of Moses II, V. 25 | |   |

يمكن العثورعلى أنطباعات مماثلة في كتابات سترابو، وكاسيوس ديو ومؤرخين رومانيين آخرين.

### المشهد الحضري
إن تسعين بالمائة من جميع المكتشفات الأثرية في القدس التي يعود تاريخها إلى فترة الهيكل الثاني هي من أصل هيرودي. هذا دليل على كمية ونوعية البناء الهيرودي بالإضافة إلى إصرار هيرودس على الإزالة المسبقة للبقايا القديمة من أجل السماح بالبناء مباشرة على الأساس الصخري.
يمكن تلخيص الخطوط العريضة للقدس الهيرودية على النحو التالي: في الشرق، يحد المدينة وادي قدرون، والذي بني من فوقه الجدار الاستنادي الضخم لمجمع جبل الهيكل. كان الحرم القدسي ساحة ضخمة في وسطها كان الهيكل. كان الفناء محاطًا بأعمدة من الجوانب الأربعة، مع وجود رويال ستوا (القدس) في الجنوب. في الزاوية الشمالية الغربية للمجمع كانت قلعة أنطونيا. في أنطونيا بدأ سور يحيط بالأجزاء الشمالية من المدينة. عند سفح الجدار الاستنادي الغربي لجبل الهيكل (حائط البراق الحديث) يقع الشارع التجاري الرئيسي للمدينة. في الجزء الجنوبي من الشارع، كان هناك قوس روبنسون الذي كان يحمل درجًا كبيرًا يؤدي من مستوى الشارع إلى رويال ستوا. في الجدار الجنوبي للجبل كانت توجد بوابات خلدة، المدخل الرئيسي للمجمع المقدس. امتدت إلى الجنوب منطقة حمامات طقسية تخدم الحجاج الصاعدين إلى الجبل، وشارع يؤدي إلى مدينة داود وبركة سلوام. غرب المجمع تقع القناة العميقة للتيروبويون، وخلفها المدينة العليا، مقر إقامة الكهنة والأثرياء. ربط الأخير بجبل الهيكل بواسطة جسر بني على ما يعرف اليوم باسم قوس ويلسون. في الجزء الجنوبي الغربي من المدينة العليا، كان هناك قصر الملك هيرودس وإلى الشمال منها، في الموقع الحالي لبرج داود، وهي قلعة بها ثلاثة أبراج، هيبيكس وفسايل ومريمني. في هذه القلعة التقى أسوار القدس، أحدهما يحيط بالمدينة من الجنوب والآخر يقترب من الشرق وجبل الهيكل.
في مكان ما في المدينة، ربما في المدينة العليا أو إلى الشمال منها، وقع المسرح والمؤسسات الهلنستية الأخرى. لم يعثر على بقايا أي من هذه الهياكل.

#### أسوار مدينة هيروديان
في أو في بداية حكم هيرودس، تم بناء جدار ثانٍ في القدس. تم بناء هذا الجدار القصير نسبيًا ليشمل حيًا جديدًا نما بجوار أنطونيا داخل أسوار المدينة. يمتد «الجدار الثاني» من الشمال من أنطونيا، شرقاً إلى المنطقة التي توجد فيها بوابة العامود الحالية، ثم جنوباً على طول الضفة الشرقية لنهر تيروبون إلى بوابة الحديقة (بالقرب من النقطة التي توجد عندها أرباع البلدة القديمة الأربعة يجتمع حاليا). يستثني هذا المسار الجلجثة (الجلجثة)، حيث حدث صلب المسيح، لأن هذا كان سيحدث خارج أسوار المدينة. بقدر ما يشهده العهد الجديد:
| «                          | وخرج حاملاً صليبه إلى مكان يُدعى مكان الجمجمة، والذي يُدعى في الجلجثة العبرية ... لأن المكان الذي صلب فيه يسوع كان قريبًا من المدينة. | » |
| — إنجيل يوحنا 19:17, 19:20 | |   |

#### القلاع الهيرودية

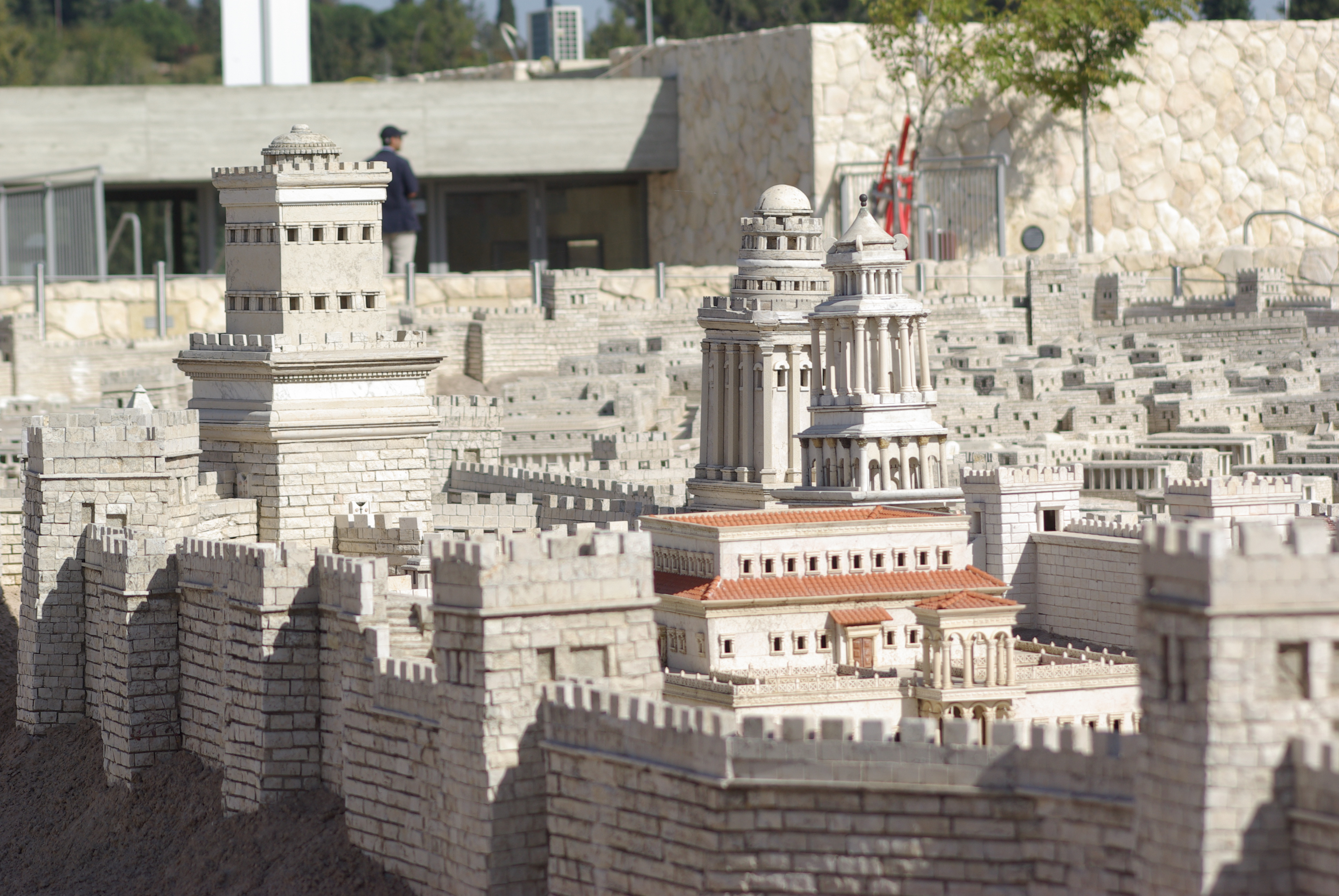
الأبراج الثلاثة للقلعة الهيرودية. من اليسار إلى اليمين ، فاسيل، هبشوس، و مريمان

- كانت أنطونيا هي الحصن الرئيسي في القدس، حيث كانت تسيطر على جبل الهيكل وتضم حامية المدينة. بناه هيرودس فوق نهر الحشمونائيم قبل 31 قبل الميلاد وسمي على اسم مارك أنتوني. تشترك في نفس الميزات مثل تيترابيركون الهلنستية، على الرغم من أنها مستطيلة. في كل ركن من أركانه كان يوجد برج، أحدهما أطول من الآخر.[53]
- وقفت قلعة هيروديان في الموقع الحالي لبرج داود. بنى هيرود القلعة، التي يشار إليها أحيانًا باسم «قلعة الأبراج»، على تل محصن بالفعل في عصر الحشمونئيم. قام هيرود ببناء ثلاثة أبراج في الموقع، وأطلق عليها اسم هايبشوس وفاسيل ومريمان، على اسم صديقه وشقيقه وزوجته. كان في هايبشوس أن «الجدار الأول»، الذي يقترب من الجنوب، يتجه شرقاً نحو جبل الهيكل، وأيضاً حيث «الجدار الثالث»، الذي تم تشييده في منتصف القرن الأول الميلادي، سيلتقي «بالجدار الأول».

يقدم جوزيفوس وصفًا مفصلاً للأبراج في الكتاب الخامس من كتابه بيلوم يهوديكم، معلقًا:
| «                              | كانت هذه للرحمة والجمال والقوة فوق كل ما كان في الأرض الصالحة للسكن. | » |
| — Josephus, حرب اليهود V, 156. |                                                                      |   |

كانت الأبراج الثلاثة مربعة. يبلغ عرض برج هابشوس عند قاعدته 13 متراً وارتفاعه 40 متراً. كان نصفها السفلي صلبًا، ويوجد فوقه خزان مياه، وفوقه قصر من طابقين. توج البرج بأسوار وأبراج. يبلغ عرض برج فسايل 20 مترًا، كما يتميز بقاعدة صلبة يبلغ ارتفاعها 20 مترًا. كان يعلوه باحة محاطة بأسوار، فوقها برج آخر أصغر يحتوي على عدة غرف وحمام وتعلوه أسوار. لاحظ جوزيفوس أن «هذا البرج لا يريد شيئًا يجعله يبدو وكأنه قصر ملكي». كان البرج الثالث، وهو برج مريم، مشابهًا للبرجين الآخرين من حيث أنه كان له قاعدة صلبة، كما يحتوي على قصة ثانية مزخرفة. بقيت قاعدة برج واحد فقط، حدد على أنه إما هايبشوس أو فاستيل.
إلى الشمال من القلعة يوجد «بركة الأبراج»، وهي منشأة أخرى لتخزين المياه قد تكون محفورة خلال فترة الحشمونئيم.
- قصر هيرودس. إلى الجنوب من القلعة الهيرودية كان هناك قصر الملك «الذي يفوق كل ما أستطيع وصفه».[56] ومع ذلك، يقدم جوزيفوس وصفًا تفصيليًا لعظمة ورفاهية مقر إقامة هيرود: القاعات الرائعة المزينة بالأحجار الكريمة والفضة والذهبية، والسقوف المصنوعة من عوارض خشبية مزخرفة، مع أسرة كافية لإيواء مائة ضيف. كانت مليئة بالمحاكم والأعمدة المفتوحة.

| «                              | علاوة على ذلك، كان هناك العديد من بساتين الأشجار، والمشي لمسافات طويلة عبرها، مع القنوات العميقة، والصهاريج، التي امتلأت في عدة أجزاء بالتماثيل النحاسية، التي ينفذ منها الماء. كان هناك العديد من ملاعب الحمام حول القنوات. | » |
| — Josephus, حرب اليهود V, 172. | |   |

يأسف جوزيفوس لتدمير القصر، ليس على يد الرومان الذين نهبوا المدينة فيما بعد، ولكن من قبل الأطراف المتحاربة من الداخل. لم يتم أثبات التعرف على أي بقايا للقصر، على الرغم من أن الحفريات في الحي الأرمني، جنوب برج داود، كشفت عن نظام من الجدران الاستنادية الضخمة التي يعتقد أنها تنتمي إلى الهيكل الهيرودي.

#### جبل المعبد

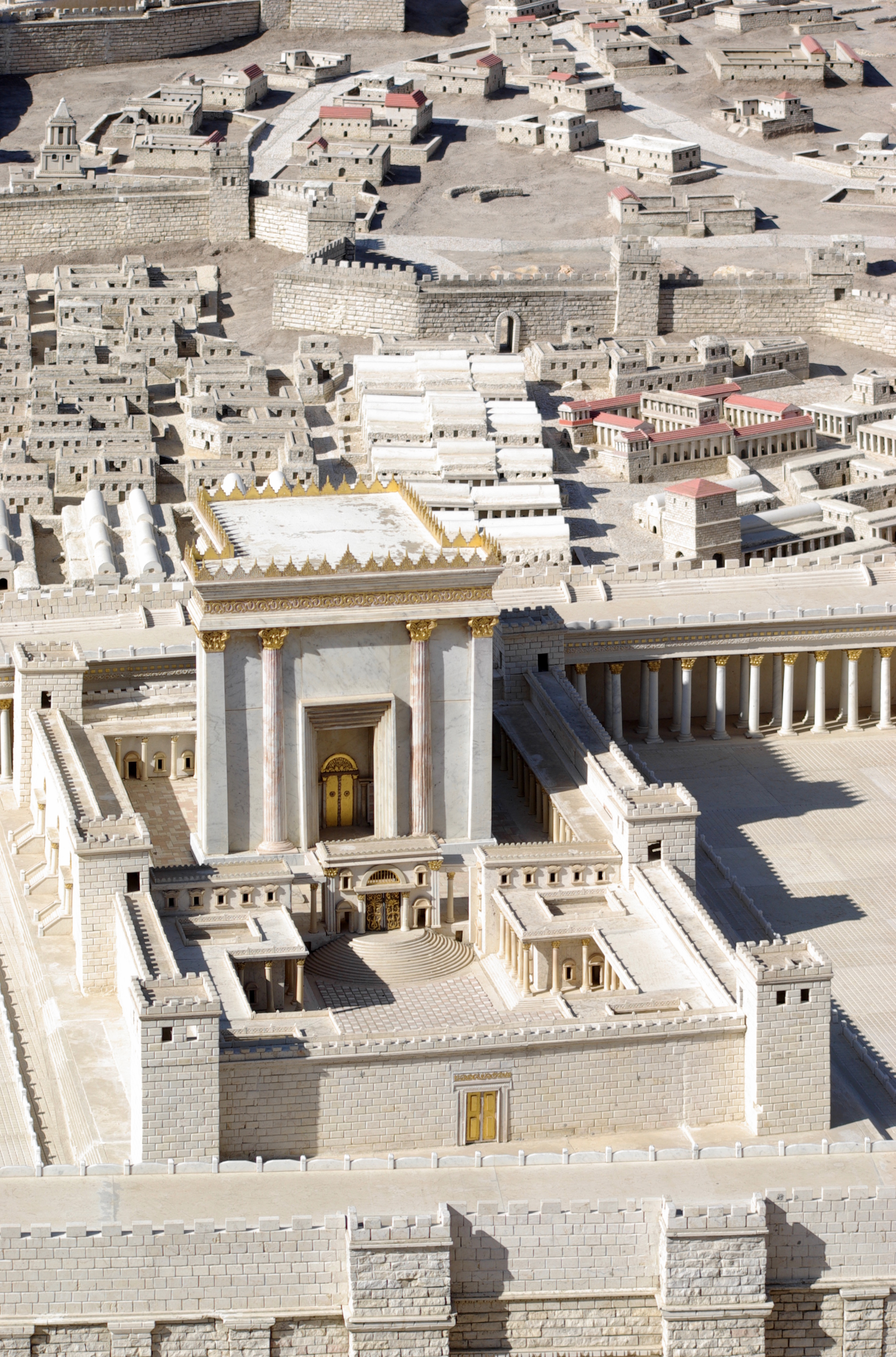
معبد هيرودس

كان الهيكل الذي بني في نهاية السبي البابلي متواضعا وصغيرا وبسيطا. سعى هيرودس إلى تكريم رعاياه وتمجيد اسمه، وقام بتوسيع الهيكل والجبل الذي كان قائما عليه بشكل كبير. تحت حكم هيرودس، تضاعفت مساحة الحرم القدسي.
كان المعبد تحفة مشروع بناء ضخم لهيرود، مبني من الرخام الأبيض والأخضر، وربما حتى الرخام الأزرق المستخدم في تصوير الأمواج. تم تحسين المبنى باستمرار، حتى بعد وفاة هيرودس وحتى تدميره في عام 70 م.
على عكس الهياكل السابقة التي كانت موجودة في الموقع، هناك في الواقع العديد من الاكتشافات الأثرية، بما في ذلك النقوش، التي تدعم وصف جوزيفوس لمعبد هيرودس. وسع هيرودس فناء المعبد إلى الجنوب، حيث بنى ستوا الملكية، وهي بازيليك تستخدم لأغراض تجارية، على غرار منتديات أخرى في العالم القديم.

#### هياكل أخرى

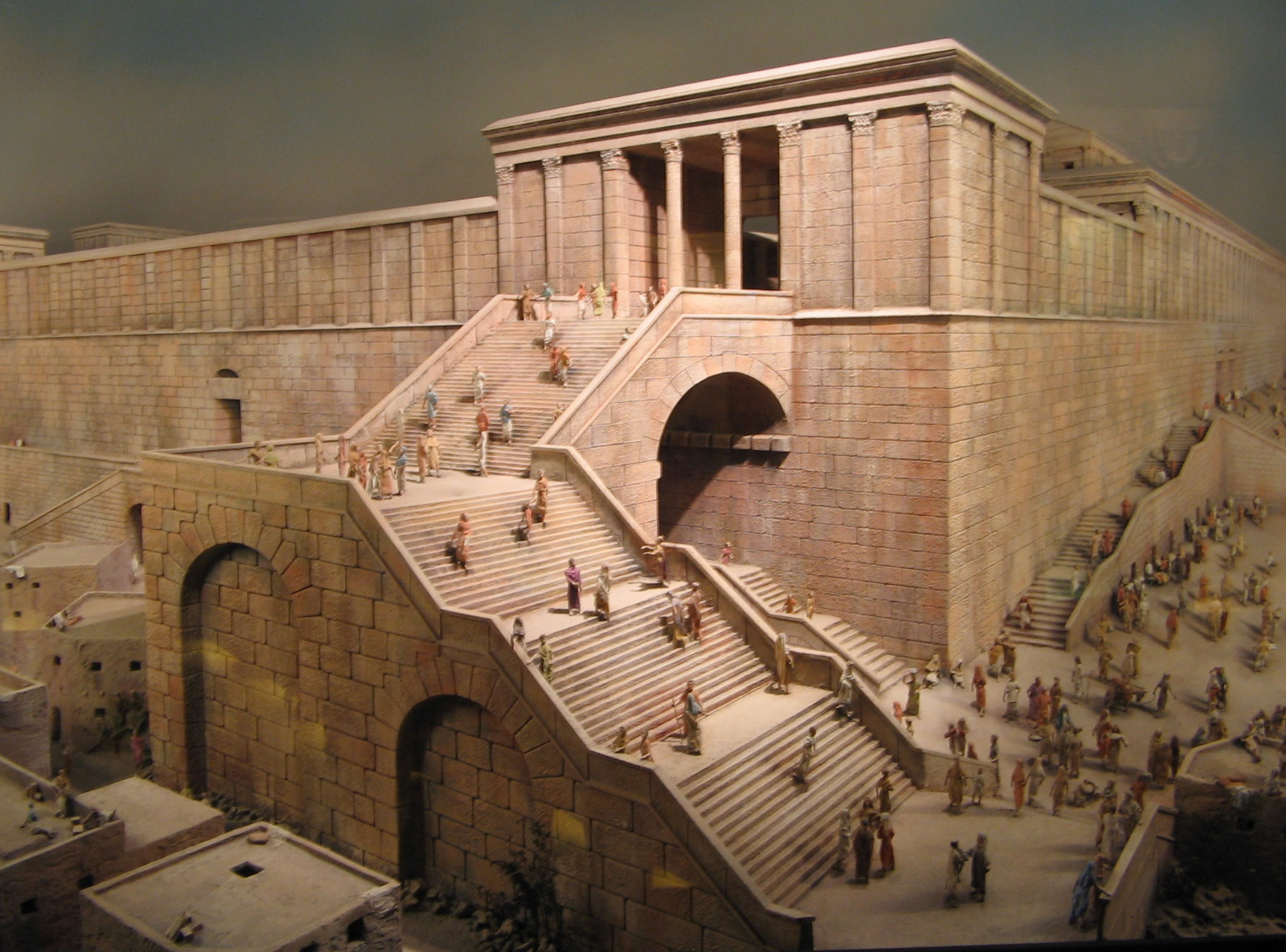
إعادة بناء قوس روبنسون

كان اسم المدينة العليا هو الاسم الذي يطلق على الأحياء التي شيدت على التل المشار إليه حاليًا باسم جبل صهيون، ولا سيما تلك الأجزاء التي تقع داخل أسوار القرون الوسطى بالمدينة، أسفل الأحياء اليهودية والأرمنية اليوم. وهي أعلى من ارتفاع مدينة داود وجبل الهيكل. في عهد هيرودس، كان هذا مكان إقامة الطبقة الكهنوتية وكذلك الأثرياء والمطلوبين على الهيكل. وصل بمجمع المعبد عبر جسر كبير، يمكن رؤية بقاياه الوحيدة في قوس ويلسون، بجوار الحائط الغربي.
كان شارع هيروديان هو الشريان الرئيسي للقدس، ويمتد شمالًا من بركة سلوام، تحت قوس روبنسون، على طول حائط المبكى، وتحت قوس ويلسون. كشفت الحفريات الأثرية بجانب الحائط الغربي أن الشارع انتهى عند ميدان بالقرب من أنطونيا، على الرغم من وجود بقايا مرئية (مثل أحجار الرصف المعدة مسبقًا) تشير إلى أن الشارع لم يكتمل بعد.
بني الشارع على نظام صرف صحي مبني من أحجار بيضاء كبيرة الحجم ومزيّنة بأناقة. من بركة سلوام، صعد الشارع بدرجات معتدلة تؤدي إلى الحائط الغربي بلازا اليوم. كانت توجد معارض ومتاجر مختلفة على طول الجزء المركزي منه، عند سفح جبل الهيكل (على طول حائط البراق اليوم). ومن بين هذه المحلات على الأرجح المحلات التجارية التي يمكن شراء الأضاحي بها بالإضافة إلى الصرافين الذين يسمحون للحجاج بتبادل العملة وتزويدهم بضريبة نصف شيكل طقسية كان كل يهودي ملزمًا بدفعها سنويًا مقابل صيانة الهيكل. في الزاوية الجنوبية الغربية من جبل الهيكل كان هناك تقاطع الشارع الأكثر أهمية. من هناك كان من الممكن الانعطاف شرقا نحو بوابة خلدة، شمالا (أعلى الشارع)، أو صعود قوس روبنسن إلى رويال ستوا. لا يزال من الممكن رؤية العديد من بقايا الشارع في عدة أماكن: عند بركة سلوام، في أنفاق الحائط الغربي، وفي الحديقة الأثرية في القدس عند سفح جبل الهيكل. يتميز الجزء الأخير بأجزاء من الشارع دفنها انهيار روبنسون آرتش في وقت النهب الروماني للقدس.
على الرغم من أن المصادر القديمة تصف المؤسسات الهلنستية في القدس الهيرودية مثل المسرح، إلا أنه لم يتم العثور على أي بقايا منها. بنيت هذه على الأرجح على السطح المنبسط شمال المدينة العليا. وضعمايكل آفي يونا المسرح في المدينة العليا نفسها، بالقرب من قصر هيرود. اقترح عالم الآثار يوسف باتريش أن المسرح الهيرودي في القدس مصنوع من الخشب، كما كان معتادًا في روما في ذلك الوقت، مما قد يفسر عدم وجود اكتشافات.

#### أعمال مياه هيروديان
كانت القناة، وهي طريقة لنقل المياه إلى المدينة، جزءًا لا يتجزأ من تخطيط المدينة الرومانية. كانت القدس كبيرة بالفعل بالفعل، وتحتاج إلى تلبية احتياجات عدد لا يحصى من الحجاج سنويًا، وتتطلب مياهًا أكثر بكثير مما هو متاح. أخذت المياه من بركتي عين عيتام وسليمان، على بعد حوالي 20 كيلومترًا جنوب القدس وحوالي 30 مترًا على ارتفاع أعلى من جبل الهيكل. مثل سابقتها الحشمونئيم، سلكت القناة مسارًا متعرجًا لتجاوز التلال الموجودة في طريقها، على الرغم من أنها نحتت في موقعين كنفق: مقطع بطول 400 متر أسفل بيت لحم وقسم 370 مترًا أسفل جبل المكبر. في قبر راحيل، انقسمت القناة إلى قسمين، قناة سفلية تمتد إلى جبل الهيكل وقناة علوية تؤدي إلى المسبح بالقرب من قلعة هيروديان. حتى وقت قريب، كان يُعتقد أن القناة العليا قد شُيدت بعد 200 عام من حكم هيرود، وهو عمل ليكيو أكس فريتنسيس الذي أقام في القدس. ومع ذلك، تشير الدراسات الحديثة إلى أن الفيلق قام فقط بترميم القناة التي دمرت جزئيًا.

## حكام الرومان ووكلاء النيابة وتدمير الهيكل

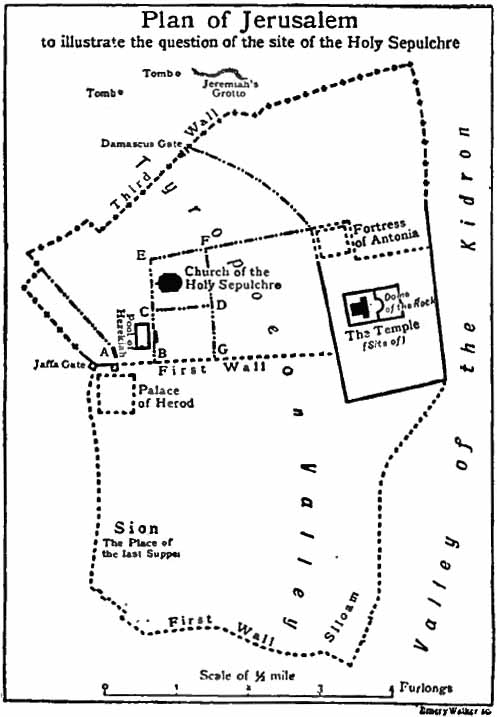
القدس في نهاية فترة الهيكل الثاني

بعد وفاة هيرودس في 4 قبل الميلاد وفترة وجيزة من الحكم تحت حكم هيرودس أرخيلاوس باعتباره نظامًا رباعيًا، تم تحويل يهودا إلى مقاطعة رومانية تسمى يهودا في 6 م، والتي حكمها في البداية حكام حتى 41 عامًا، ثم لفترة وجيزة من قبل أغريباس الأول، وبعد 44 من قبل النيابة.

### دولة سياسية تحت حكام الولايات
كان حكام يهودا الرومان من الفرسان المعينين في هذا المنصب دون أي صلة بالأرض أو الاهتمام بسكانها. اتسم حكمهم لاحقًا بزيادة العبء الضريبي، مما أدى إلى تقويض الوضع السياسي الحساس بالفعل. وقد تفاقم هذا بعد 44 م مع تعيين وكلاء النيابة اليونانيين الذين اعتبروا معادين لليهودية. من المفترض أن يكون هؤلاء قد أعطوا أولوية أعلى لتحقيق مكاسب شخصية لأنفسهم على الرفاهية العامة . تصف الأدبيات المعاصرة هذه الفترة بأنها فترة فوضى وإثارة وعنف، حيث قلص النشاط الحكومي إلى مجرد جمع الضرائب. أدى السخط اليهودي من الحكم الروماني في النهاية إلى اندلاع الحرب اليهودية الرومانية الأولى. ومع ذلك، تميزت هذه الفترة بفترة قصيرة من الاستقلال الاسمي في عهد الملك أغريبا الأول، بين 41-44 م، والتي شهدت إلى حد ما استعادة السلالة الهيرودية على الرغم من عدم وجود ما يشير إلى أن مكانتها كمقاطعة رومانية كانت كذلك. حتى حلت مؤقتًا.

### دولة اجتماعية ودينية
تحت حكم المحافظين الرومان، عادت التوترات بين مختلف الأحزاب اليهودية، والتي تقلص بسبب كراهيتهم المشتركة لهيرود، إلى الظهور حيث أصبحت المجموعتان راسختين في وجهات نظرهما العالمية المتعارضة. قَبِلَ الصدوقيين الحكم الروماني طالما بقيت طقوس الهيكل ووضع الكهنة دون عائق. تمتع هؤلاء، إلى جانب الأرستقراطيين والأثرياء والميسورين، بفوائد الحكم الروماني وحمايته. كان الفريسيون المعتدلون، الذين يمثلون غالبية السكان، مستائين من فقدان اليهود للاستقلال، ومع ذلك يكرهون التمرد المفتوح الذي من شأنه أن يثير غضب السلطات الرومانية، ويثقل كاهل السكان ويعرضهم على الأرجح لخطر شديد. طالما سُمح باستمرار منحة التوراة وعمل السنهدرين، عارض الفريسيون المعتدلون، الذين يمثلهم، بيت هيلل، أي تمرد.
مع زيادة العبء الضريبي وظهور ازدراء الرومان لقدسية كل من القدس والهيكل، زادت قوة طائفة جديدة. كان المتطرفون، الفريسيون المتطرفون الذين يمثلهم بيت شماي، مكرسين لاستعادة الاستقلال اليهودي ودعوا إلى التمرد المفتوح. في الوقت الذي أصبحت سياساتهم متطرفة بشكل متزايد، اتخذت منظمتهم شكلاً عسكريًا، وتمكنوا من حشد تعاطف الجيل الأصغر من الفريسيين وحتى بعض الصدوقيين.
كان الإسينيون طائفة رهبانية انفصلت على ما يبدو عن الصدوقيين وتقاعدت من الحياة العامة. ربما بسبب الظروف الاجتماعية والسياسية الصعبة، أقاموا مجتمعات منزوية حيث حافظوا على قوانين صارمة للنقاء والعدالة. أدت الفوضى الاجتماعية والاضطرابات الدينية إلى اعتقاد واسع النطاق باقتراب نهاية العالم، «نهاية الأيام». ظهرت بعض البدع والطوائف أيضًا، بعضها مع «نبيها» أو «مسيحها». كانت هذه هي الفلسفة الرابعة، وهي مجموعة ذكرها جوزيفوس وترتبط بالمتعصبين والبويثوسيين ومجموعة من الصدوقيين وحتى المسيحية المبكرة. ساهم المحافظون الرومانيون الفاسدون وسلوكهم القمعي في تنامي المقاومة وانتشار الجماعات المتطرفة، مثل السيكاري، ليس فقط للحكم الروماني ولكن أيضًا للمعتدلين الصدوقيين والفريسيين.
حتى في هذه الأوقات، كان هناك غير اليهود الذين انجذبوا إلى اليهودية واستقر بعضهم في اليهودية. أشهرها كان البيت الملكي لأديابين، والملكة هيلانة وابنها مونوبازالثاني من المفترض أنهما هاجرا إلى القدس وبنوا القصور في مدينة داود. قام مونوباز الثاني فيما بعد بتقديم المساعدة العسكرية لليهود في تمردهم ضد الرومان، وإرسال الرجال للقتال إلى جانب المتمردين. حدد موقع "مقابر الملوك"، وهو موقع أثري شمال المدينة القديمة، على أنه مكان دفن الملكة هيلانة.

### المشهد الحضري

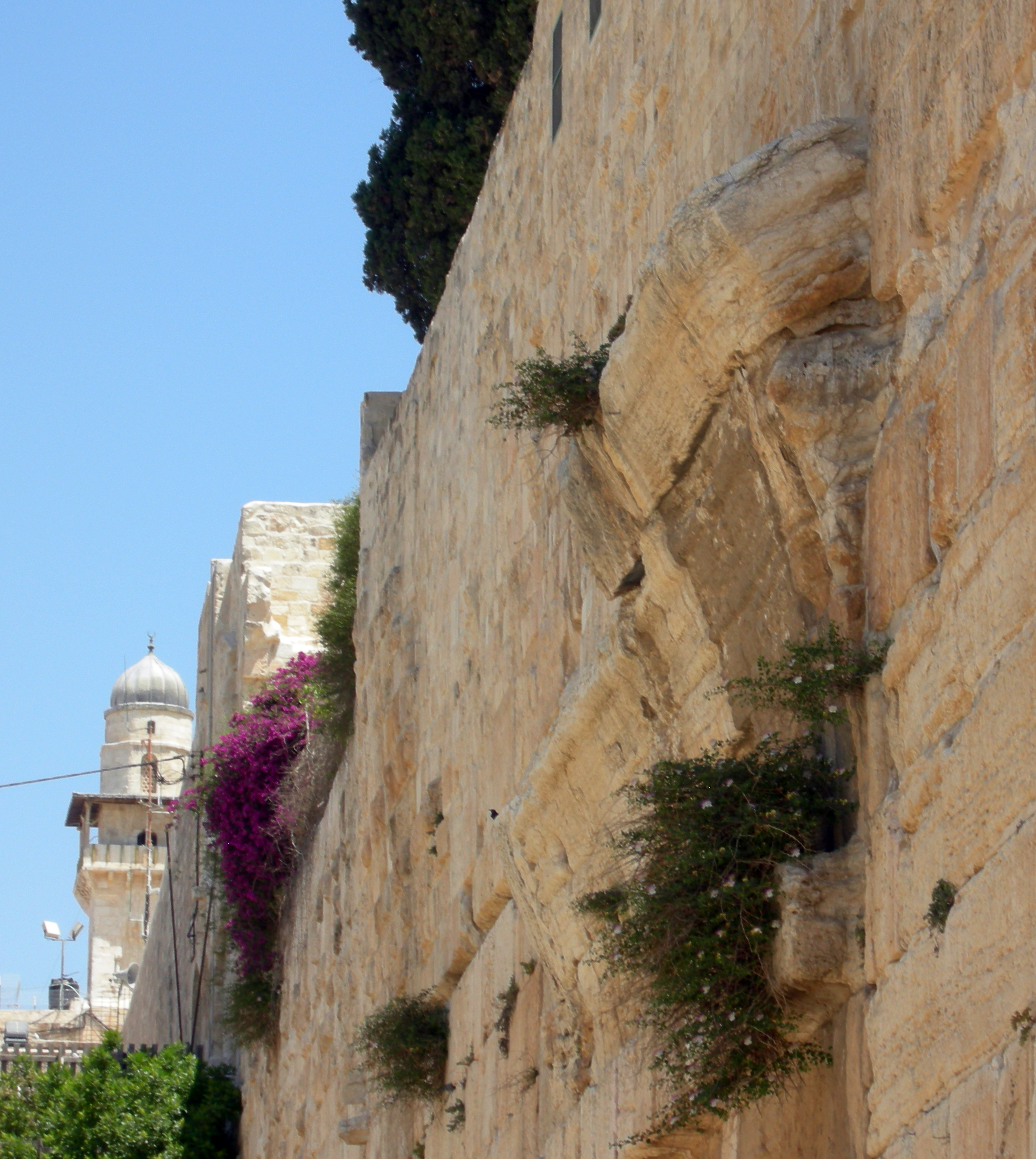
قوس روبنسون

كان للقدس الحضرية في الفترة الرومانية المبكرة منطقتان متميزتان. الأول يشمل المناطق الواقعة داخل «الجدار الأول»، مدينة داود والمدينة العليا، وقد بني بشكل كبير، وإن كان أقل في الأجزاء الغنية. الثانية، والمعروفة باسم «الضاحية» أو «بيثيسدا»، تقع شمال الأولى وكانت قليلة السكان. كانت تحتوي على هذا الجزء من القدس داخل «الجدار الثاني» الهيرودي (الذي كان لا يزال قائماً)، على الرغم من أنها كانت نفسها محاطة «بالجدار الثالث» الجديد (حاحوما حاشلشت)، الذي بناه الملك أغريبا الأول:
| «                              | كانت بداية الجدار الثالث عند برج هيبيكوس، ومنه وصل إلى الربع الشمالي من المدينة، وبرج Psephinus، ثم امتد حتى الآن حتى صار مقابل آثار هيلينا، حيث كانت هيلينا ملكة لأديابين بنت يزاتيس. ثم امتد إلى أبعد من ذلك، ومرت بأضرحة قبور الملوك، وانعطفت مرة أخرى عند برج الزاوية، عند النصب التذكاري الذي يسمى "نصب فولر"، وانضمت إلى الجدار القديم في الوادي يسمى "وادي سيدرون". كان أغريبا هو الذي ضم الأجزاء المضافة إلى المدينة القديمة بهذا السور ، التي كانت مكشوفة من قبل؛ لأنه مع ازدياد عدد سكان المدينة، توسعت تدريجياً إلى ما وراء حدودها القديمة، وتلك الأجزاء منها التي كانت تقع شمال المعبد، وضم ذلك التل للمدينة، جعلها أكبر بكثير ، وصار هذا التل، وعدده الرابع ويسمى "بزيثا" مأهول بالسكان ايضا. | » |
| — Josephus, حرب اليهود V, 142. | |   |

وفقًا لجوزيفوس، كان اكربا ينوي بناء جدار لا يقل سمكه عن 5 أمتار، وهو منيع تقريبًا لمحركات الحصار المعاصرة. ومع ذلك، لم يتحرك اكربا أبدًا إلى ما بعد الأسس، خوفًا من الإمبراطور كلوديوس «خشية أن يشك في أنه بني جدار قوي جدًا من أجل إحداث بعض التجديد في الشؤون العامة.» لم يكتمل إلا في وقت لاحق، بقوة أقل وبسرعة كبيرة، عندما اندلعت الحرب اليهودية الرومانية الأولى وكان لابد من تعزيز دفاعات القدس. تسعة أبراج تزين الجدار الثالث.

### ثورة وحرب أهلية ودمار

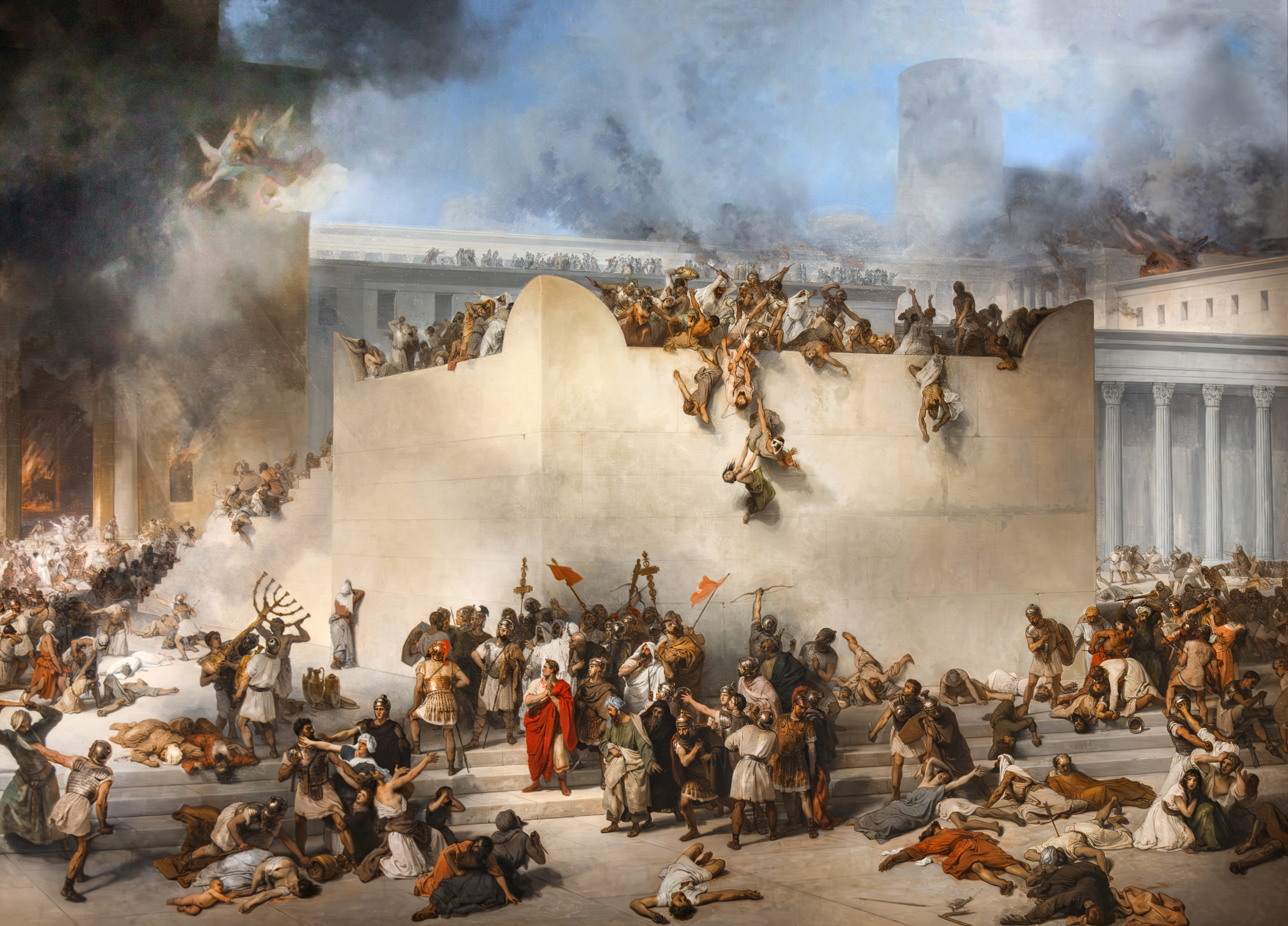
يصور تدمير المعبد في القدس بواسطة فرانشيسكو هايز تدمير الجنود الرومان للمعبد الثاني. زيت على قماش، ١٨٦٧.

اندلعت ثورة بعد تعيين المحافظ جيسيوس فلوروس في 64 م واتهامه بتلقي أموال المعبد. بدأت في القدس حيث قادها متعصبون محليون قتلوا وأضرموا النار في منزل رئيس الكهنة المعتدل وأرشيف السندات من أجل حشد الجماهير. ثم امتد التمرد من القدس إلى باقي أنحاء البلاد، وخاصة المدن المختلطة في قيصرية وبيت شيعان والجليل. بدأ القمع الروماني للثورة في الشمال، مع قوة استكشافية بقيادة المندوب الروماني لسوريا، سيستيوس جالوس، في طريقها إلى القدس. فشل جالوس في الاستيلاء على المدينة وقرر الانسحاب. تلاحقها الكشافة المتمردين، تعرضت القوات الرومانية لكمين في ممر بيت حورون، حيث خسرت ما يعادل فيلق كامل. تمكن جالوس من الفرار لكنه توفي بعد فترة وجيزة.
ثم انعقد مجلس شعبي في القدس لصياغة السياسة واتخاذ قرار بشأن مسار العمل اللاحق. يهيمن عليها الفريسيون المعتدلون، بمن فيهم شمعون بن جمليئيل، رئيس السنهدرين، وعينت قادة عسكريين للإشراف على الدفاع عن المدينة وتحصيناتها. وهكذا أخذت قيادة الثورة من المتعصبين وأعطيت للقيادة الأكثر اعتدالاً وتقليديةً للفريسيين والصدوقيين. لم يكن هؤلاء، الذين يفتقرون إلى المهارات العسكرية أو الإدارية الكافية، قادة عسكريين، بل كانوا رجالًا يُعتبرون قادرين على إبرام تسوية تفاوضية مع الرومان. خلال فترة وجيزة من الاستقلال الحديث، تشير الدلائل إلى أن القدس تمتعت بإحساس الأمل والازدهار. قامت بسك عملاتها المعدنية الخاصة، وبدأ تقويم العام الجديد، بدءًا من تحريرها مؤخرًا. ومع ذلك، سرعان ما تم تحدي هذا الاستقلال الذي لم يدم طويلاً من قبل الرومان. في أوائل عام 68 بعد الميلاد، نزل الجنرال الروماني فيسباسيان في بتوليمايس وبدأ في قمع التمرد بعمليات في الجليل. بحلول عام 69 يوليو، تم تهدئة كل يهودا ما عدا القدس وأصبحت المدينة ، التي تستضيف الآن قادة المتمردين من جميع أنحاء البلاد، تحت الحصار الروماني. معقل محصن، ربما احتفظت به لفترة طويلة من الزمن، لولا الحرب الأهلية الشديدة التي اندلعت فيما بعد بين المعتدلين والمتطرفين.
القى سايمون بار جيورا وجون من جيسكالا، وهما قادة متطرفون بارزون، اللوم على فشل الثورة على أكتاف القيادة المعتدلة. قرر المتعصبون منع وقوع المدينة في أيدي الرومان بكل الوسائل الضرورية، بما في ذلك قتل المعارضين السياسيين وأي شخص يقف في طريقهم. كان لا يزال هناك من يرغبون في التفاوض مع الرومان وإنهاء الحصار بشكل سلمي. وكان أبرز هؤلاء يوشانان بن زكاي، الذي قام طلابه بتهريبه إلى خارج المدينة في تابوت من أجل التعامل مع فيسباسيان. لكن هذا لم يكن كافياً للتعامل مع الجنون الذين استحوذوا الآن على القيادة المتعصبة في القدس وعهد الإرهاب الذي أطلقوه على سكان المدينة. يصف جوزيفوس مختلف الأعمال الوحشية التي ارتكبتها قيادتها ضد الناس، بما في ذلك إحراق الإمدادات الغذائية للمدينة في محاولة واضحة لإجبار المدافعين على القتال من أجل حياتهم.
في صيف 69 م، غادر فيسباسيان يهودا إلى روما وأصبح إمبراطورًا في ديسمبر. انتقلت قيادة الجحافل الرومانية إلى ابنه تيتوس، الذي أدار الآن حصار القدس. في ربيع 70 م، اخترقت القوات الرومانية «الجدار الثالث» ثم «الجدار الثاني» وبحلول الصيف سيطرت على أنطونيا. لا يزال المتعصبون يحتفظون بالسيطرة على مجمع المعبد والمدينة العليا، ولكن في ذكرى خراب الهيكل (10 أغسطس) 70 م، تغلبت القوات الرومانية على المدافعين وأضرمت النار في المعبد. استمرت المقاومة اليهودية ولكن بعد شهر تم الاستيلاء على المدينة العليا أيضًا وأحرقت المدينة بأكملها على الأرض، باستثناء الأبراج الثلاثة للقلعة الهيرودية التي احتفظ بها تيتوس كدليل على قوة المدينة السابقة. وفقًا لجوزيفوس، مات أكثر من مليون شخص في الحصار والقتال اللاحق.

### ببليوغرافيا: مصادر أولية
الفترة الفارسية
- كتب عزرا ونحميا وحجي وزكريا.
- فلافيوس جوزيفوس، آثار اليهود، كتاب 11.

فترة الحشمونائيم
- كتاب دانيال.
- 1 مكابيين و2 مكابيين.
- فلافيوس جوزيفوس، آثار اليهود، الكتب ١٢-١٤.
- فلافيوس جوزيفوس، الحرب اليهودية، كتب أ - ب.

الفترات الهيرودية والرومانية
- فلافيوس جوزيفوس، آثار اليهود، الكتب ١٥-٢٠.
- فلافيوس جوزيفوس، الحرب اليهودية، الكتب ج وما بعدها.
- مدوت (التلمود) - قياسات الهيكل والممارسات الدينية بداخله.
- Gittin Tractate (التلمود) - سرد لتدمير الهيكل.

### ببليوغرافيا: مصادر ثانوية
- بروجيمان ، والتر (2002). ارتدادات الإيمان: دليل لاهوتي لموضوعات العهد القديم . وستمنستر جون نوكس برس.(ردمك 978-0-664-22231-4) رقم ISBN 978-0-664-22231-4
- ليفين ، لي الأول (2002). القدس: صورة للمدينة في فترة الهيكل الثاني (538 قبل الميلاد - 70 م) . فيلادلفيا ، بنسلفانيا: جمعية المطبوعات اليهودية.(ردمك 978-0-8276-0750-7) رقم ISBN 978-0-8276-0750-7
- مزار ، بنيامين (1975). جبل الرب . جاردن سيتي ، نيويورك: Doubleday & Company ، Inc.(ردمك 0-385-04843-2) رقم ISBN 0-385-04843-2
- مزار ، إيلات (2002). الدليل الكامل لحفريات جبل الهيكل . القدس ، إسرائيل: البحث والنشر الأكاديمي لشوهام.(ردمك 965-90299-1-8) رقم ISBN 965-90299-1-8
- Rocca، Samuel (2008). The Forts of Judaea 168 BC – AD 73. Oxford, United Kingdom: Osprey Publishing. ISBN:978-1-84603-171-7. مؤرشف من الأصل في 2016-05-14.{{استشهاد بكتاب}}:  صيانة الاستشهاد: ref duplicates default (link)978-1-84603-171-7